# M113装甲兵員輸送車
M113装甲兵員輸送車（M113そうこうへいいんゆそうしゃ、M113 armored personnel carrier）は、アメリカ合衆国で開発された装甲兵員輸送車である。
履帯を装備し、不整地・荒地の走破能力が高くなっている。整地では高速走行も可能である。また、限定的ではあるものの、沼や小川などでの浮行能力を備えている。
M113には多数の改造型・派生型が存在し、さまざまな戦闘や援護作戦に使用される。すべての派生型を含めると約80,000両以上が製造され、世界中でもっとも幅広く使用された装甲兵員輸送車の1つとなった。

## 歴史
M113は、M44を嚆矢としてM59とM75を設計の基礎とし、フォードとカイザー・アルミニウム・アンド・ケミカル (Kaiser Aluminium and Chemical Co.) により1950年代後半から設計が開始され、1960年に採用された。
製造の主契約者はカリフォルニア州サンノゼのFMCとなり、イタリアのOTO メララ社ほか各社の特許ライセンスを用いている。その後、M113の主契約はUDIと結ばれたが、買収された現在は、BAE システムズ・ランド・アンド・アーマメンツが製造している。
特にベトナム戦争で多用され、メディアにも多く登場して有名となった。湾岸戦争やイラク戦争でも活躍している。

## 設計

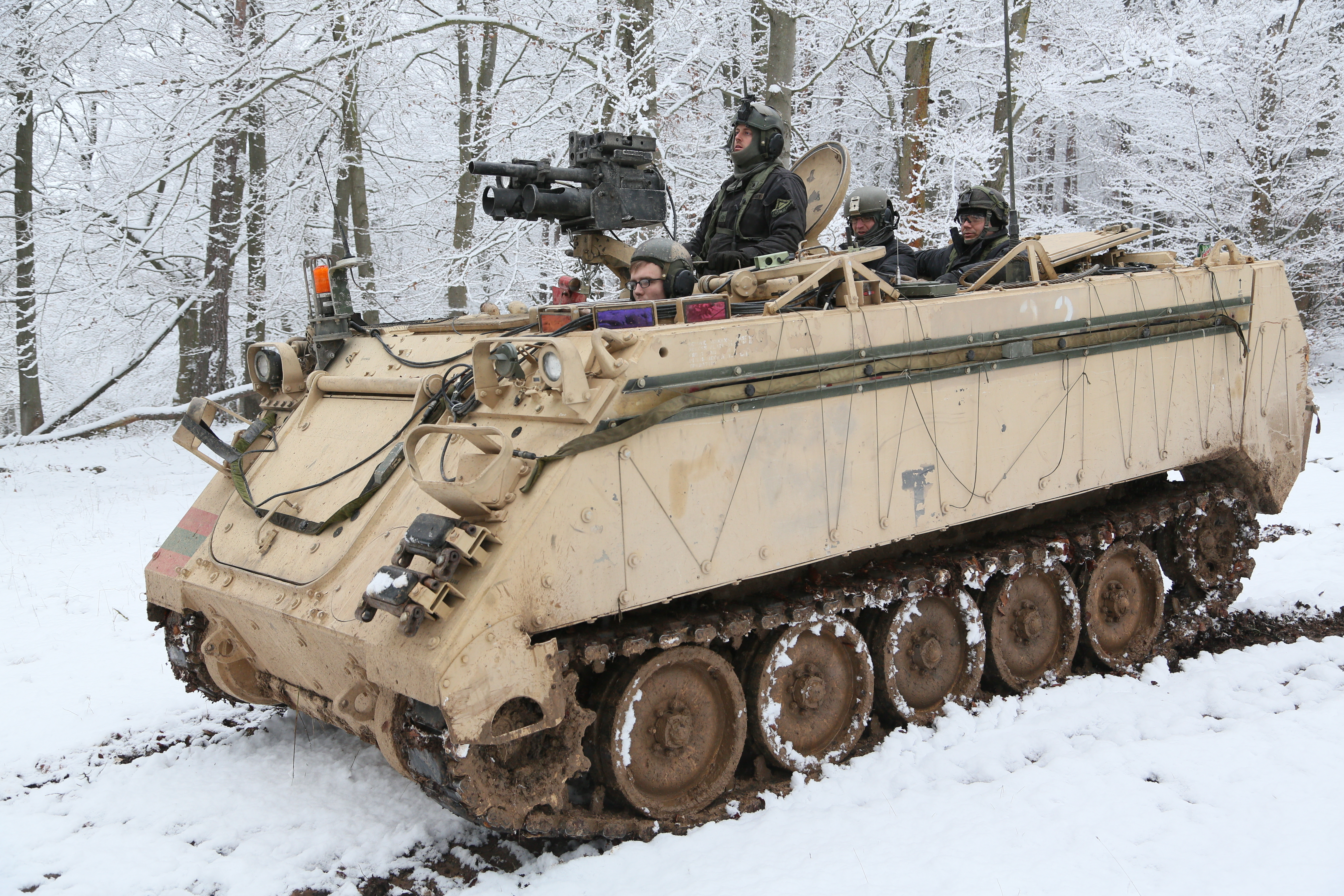
バイエルン州ホーエンフェルスの多国籍共同準備センターで行われたアライドスピリット演習に参加するアメリカ軍第4歩兵連隊第1大隊のM113-OSCV。

M113は、アメリカ軍で最初の「戦場のタクシー（Battle Taxi）」の概念のもと、機械化されつつあった戦場において兵員を輸送する現代的な装甲車として設計された。2名（車長と操縦士）で運用でき、加えて11名の兵員を輸送することができる。後部には大型の昇降ランプが設けられ、兵員の迅速な降車展開を可能にしている。主兵装はシンプルで、車長用キューポラに搭載された、1丁の12.7mm重機関銃M2のみである。副兵装は作戦に応じて柔軟に決定される。
M113の車体は、鉄鋼を使用した場合と同じ程度の強度を持つ、航空グレードのアルミニウムA5083（12-38mm厚）を使用して製造されており、13トン以下という大幅な軽量化に寄与している。これにより、空中投下や水上浮航も可能である。ただし、このアルミ合金装甲は、RPG-7やGAU-8などの対戦車兵器、地雷に対する脆弱性が明らかになっており、増加装甲の追加などの対策が取られている場合が多い。
当初はガソリンエンジン搭載であったが、A1モデルからはデトロイトディーゼル・2ストロークV型6気筒ディーゼルエンジンを使用している。同エンジンは既にGM社の民生車両用に74万台の生産実績があり、M113の高信頼性と低コストに貢献している。燃料タンクは車内後部左側にあり、A2/A3型は後部ランプ左右に外部燃料タンクを装備している。
M113の航続距離は480km、整地での最大速度は64km/h、トーションバー・サスペンションで、ロードホイールは5輪となっている。履帯は、中央にゴムパッドの付いたタイプになっており、また、ドイツ陸軍では独自の形状の履帯を使用している。浮航時には車体前面の水切り板を展開し、無限軌道を陸上同様に動かして外輪船の要領で漕行した。

### 改修

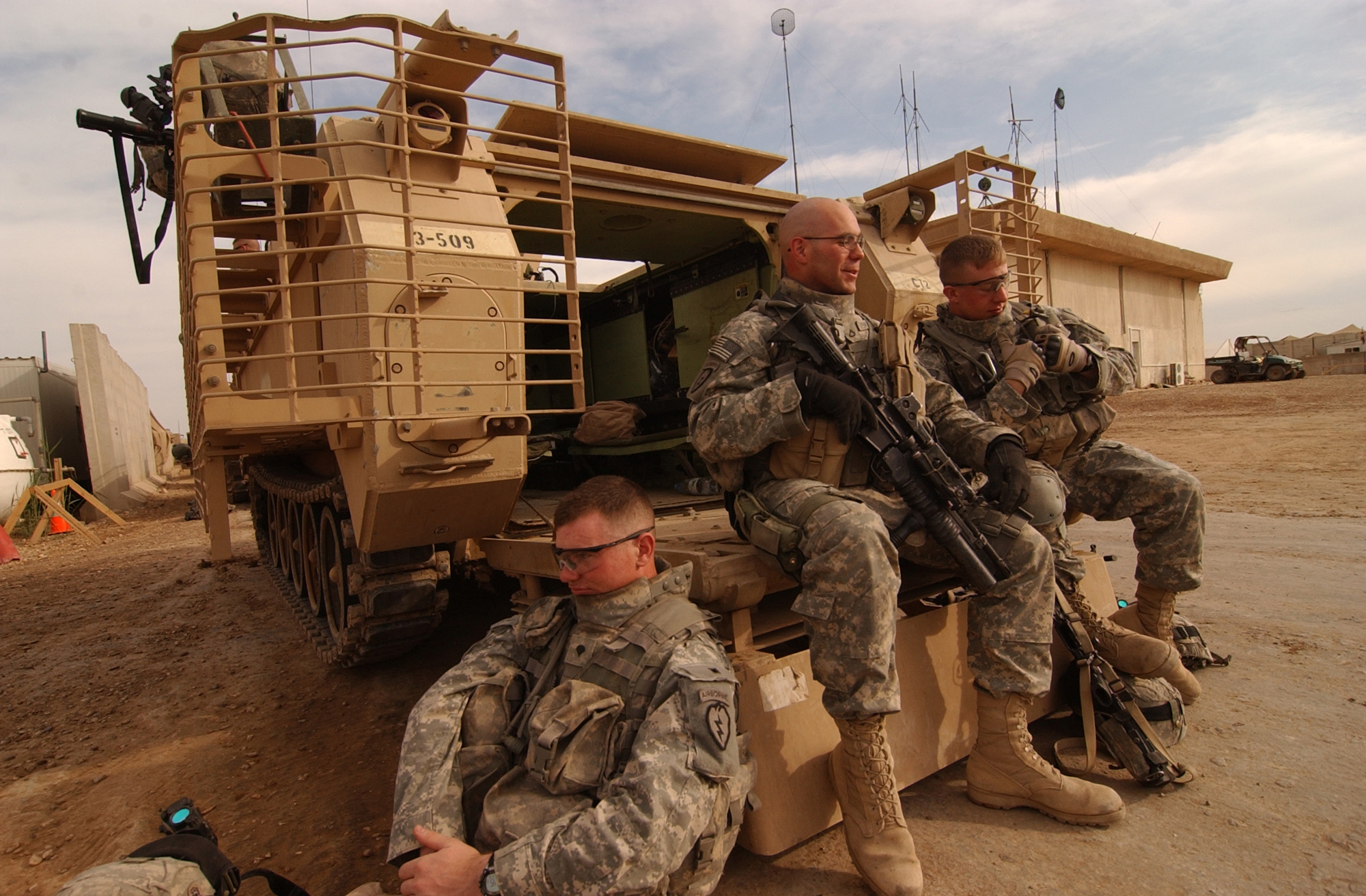
アメリカ陸軍のM113A3。2007年にイラク国内で撮影。バー・アーマーが追加装備された仕様

M113は、アルミ合金装甲を有しており、その能力は概して合理的かつ効果的で、増加装甲型ハンヴィーよりも良好に防御できる。さらに、後に実戦を経るに従い増加装甲が施されている。たとえば、爆発反応装甲、増加装甲板、RPG-7対策のかご型装甲などである。また、ベトナム戦争や中東戦争で効果を発揮した機関銃タレットへの装甲板取り付けなどの現地改造もみられる。このほか、バンド式履帯は高頻度のメンテナンスを要求するため、カナダ軍など多くの軍隊では、道路にダメージを与えるにもかかわらず、鋼製の履帯を使用している。
ベトナム戦争中は地雷による被害が多く、車内床面に土嚢を積むなどの対策が取られた。また、兵士達は車内で地雷の被害に遭うよりは、外部から攻撃のおそれはあるものの、地雷の爆発からは距離が稼げる車体上に乗って身を晒す方を選んだ。また、操縦士が高い位置に座って延長したハンドルで操縦し、兵士達はほとんど車外に出ていた例もあった。
M113は、地雷の外に、RPG-7等の対戦車兵器に対しても非常に脆弱であった。特に、車体後部に被弾した場合の乗員の生存性に難があった。
A2型より古いM113やその派生車両の燃料タンクは、兵員室の左後方に配置されており、容量360リットルの燃料タンクは薄いアルミ製で、中身は軽油である。一般に「ガソリンと比べれば、軽油は燃えにくくて安全」だと思われているが、決して「安全な燃料である」とは言い切れない。M113の燃料タンク内にある軽油は、エンジンの主燃料の外に、燃料噴射インジェクターの冷却という役割があり、冷却して暖まった軽油は再びタンクに戻り、循環している。それにより、タンク内の軽油の温度はおよそ53℃になる。アメリカ陸軍で使われていた軽油であるDF-2の引火点は52℃である。つまり、M113の燃料タンクが破損し、軽油が漏れ出た場合には、ガソリンと変わらぬ引火性がある事になる。車内に漏れ出た軽油に引火しようものなら、車内はあっという間に火の海となる。さらに、RPG-7のような成形炸薬弾のメタルジェットに貫かれた場合には、アルミ合金装甲は瞬間的に高温で燃焼する。メタルジェットが燃料タンクに突入すると、急激な内圧変化により燃料タンクが破裂したり、破孔から軽油が霧状になって車内へ飛散する。暖められた軽油が霧状になり空気と混ざったところに、アルミ合金とメタルジェットにより発生した火球や火花が接触し、車内は瞬く間に爆発的な火炎に飲み込まれてしまう。A2以降の車両では、燃料タンクを車体後部外側に移設する事で、車内における燃料火災のリスクを排除している。
多くのM113が現役で稼働しており、アップグレード改修を受けている。M2ブラッドレー歩兵戦闘車など、近代の戦闘装甲車は高価であり、輸送できる兵員の数も6～8名程度と少ない。また、重量が重いためC-130輸送機での空輸が困難であり、戦場から基地へ帰還するのは、M2よりもM113の方が早い場合もある。
ソ連から独立したウクライナでは、西側製の兵器の近代化改修案もいくつか提示しており、M113についても、ウクライナ国内で開発した武装モジュール「ZTM-1」を搭載する改修案が作成されている。これは、自動制御の30mm機関砲システムで、国産の装甲車MT-LBやBTR-4などへの搭載が検討されているものと同一である。この他、防御システムとしてT-80やT-90などにも搭載されている「シュトーラ」が装備される。また、動力系も刷新されることになっており、ウクライナ製の新しいディーゼルエンジンが搭載される。改修作業の窓口はO・O・モローゾウ記念ハルキウ機械製造設計局で受け持っている。

## 比較
|          | AMPV        | M113         | FV432        | Pbv 301     | 60式        | 63式         | 73式        |
| -------- | ----------- | ------------ | ------------ | ----------- | ----------- | ------------ | ----------- |
| 画像     |             |              |              |             |             |              |             |
| 全長     | 7.2 m       | 4.86 m       | 5.25 m       | 4.66 m      | 4.85 m      | 5.476 m      | 5.80 m      |
| 全幅     | 3.7 m       | 2.69 m       | 2.80 m       | 2.23 m      | 2.40 m      | 2.978 m      | 2.90 m      |
| 全高     | 3.1 m       | 2.50 m       | 2.28 m       | 2.64 m      | 1.70 m      | 2.58 m       | 2.21 m      |
| 重量     | 39 t        | 12.3 t       | 15.3 t       | 11.7 t      | 11.8 t      | 12.6 t       | 13.3 t      |
| 最大出力 | 600 hp      | 275 hp       | 240 hp       | 150 hp      | 220 hp      | 320 hp       | 300 hp      |
| 最高速度 | 61 km/h     | 64 km/h      | 52 km/h      | 45 km/h     | 45 km/h     | 65 km/h      | 60 km/h     |
| 乗員数   | 2名+兵員6名 | 2名+兵員11名 | 2名+兵員10名 | 2名+兵員8名 | 4名+兵員6名 | 2名+兵員13名 | 4名+兵員8名 |

## 型式

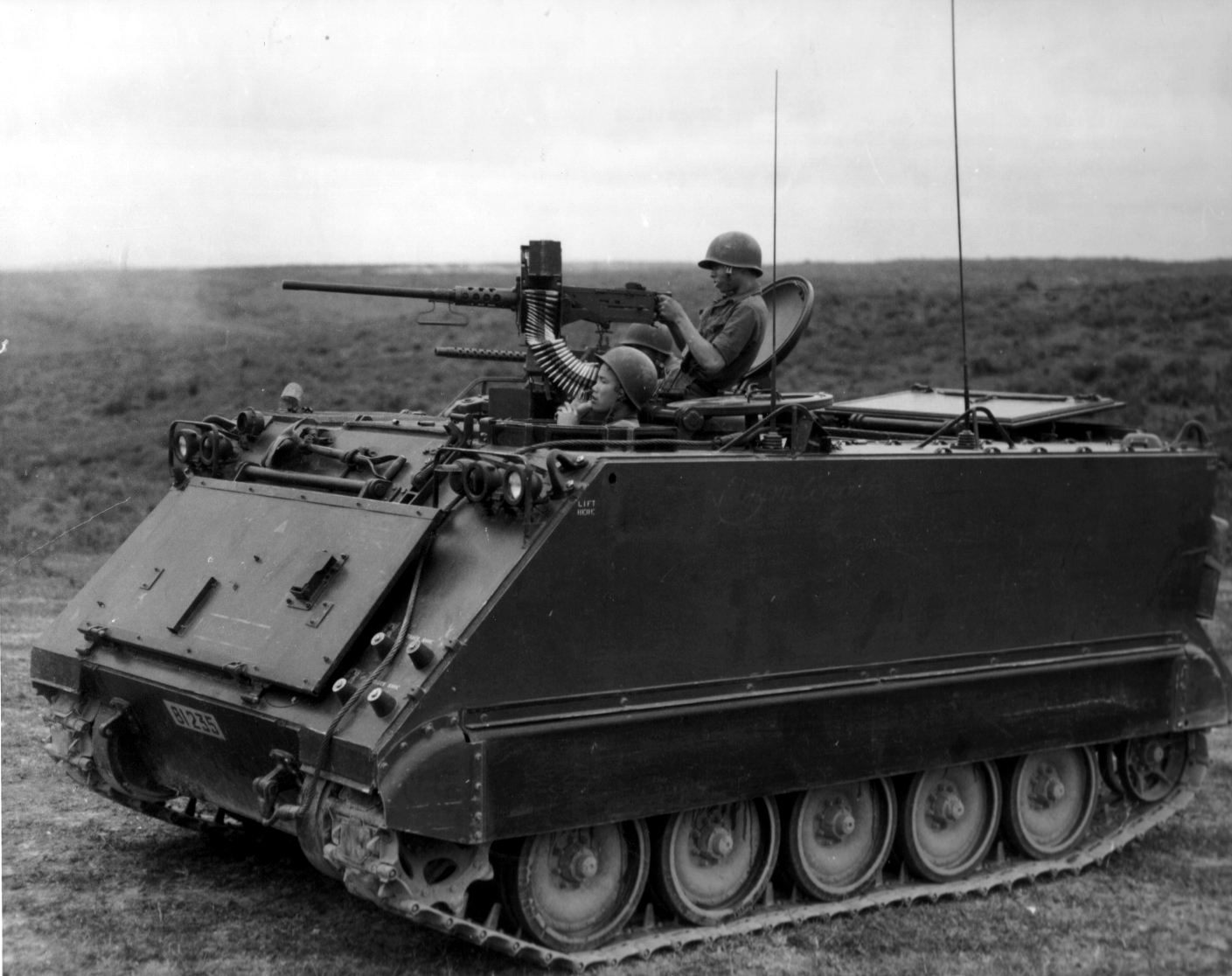
アメリカ陸軍のM113

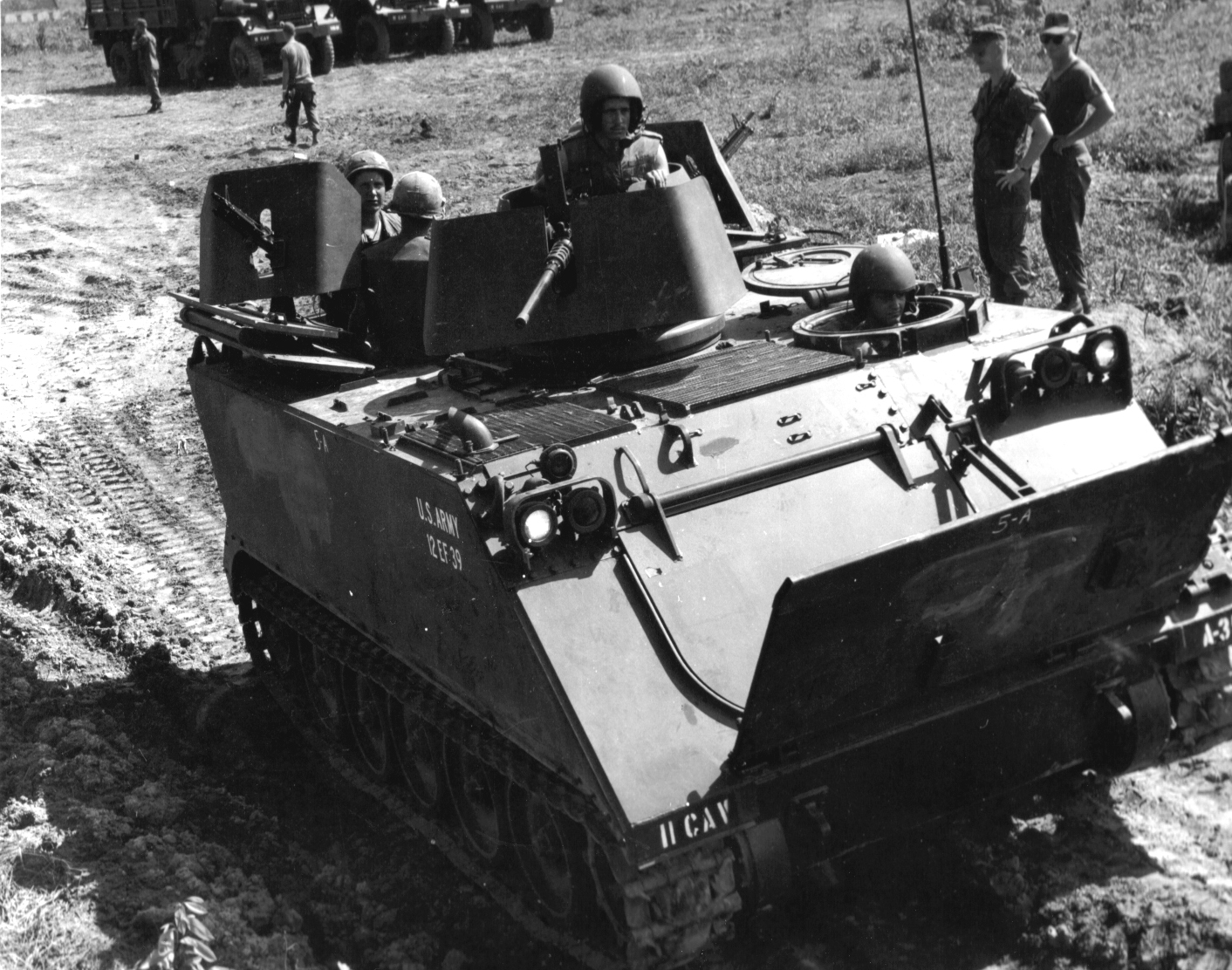
M113 ACAV（ベトナム戦争時）

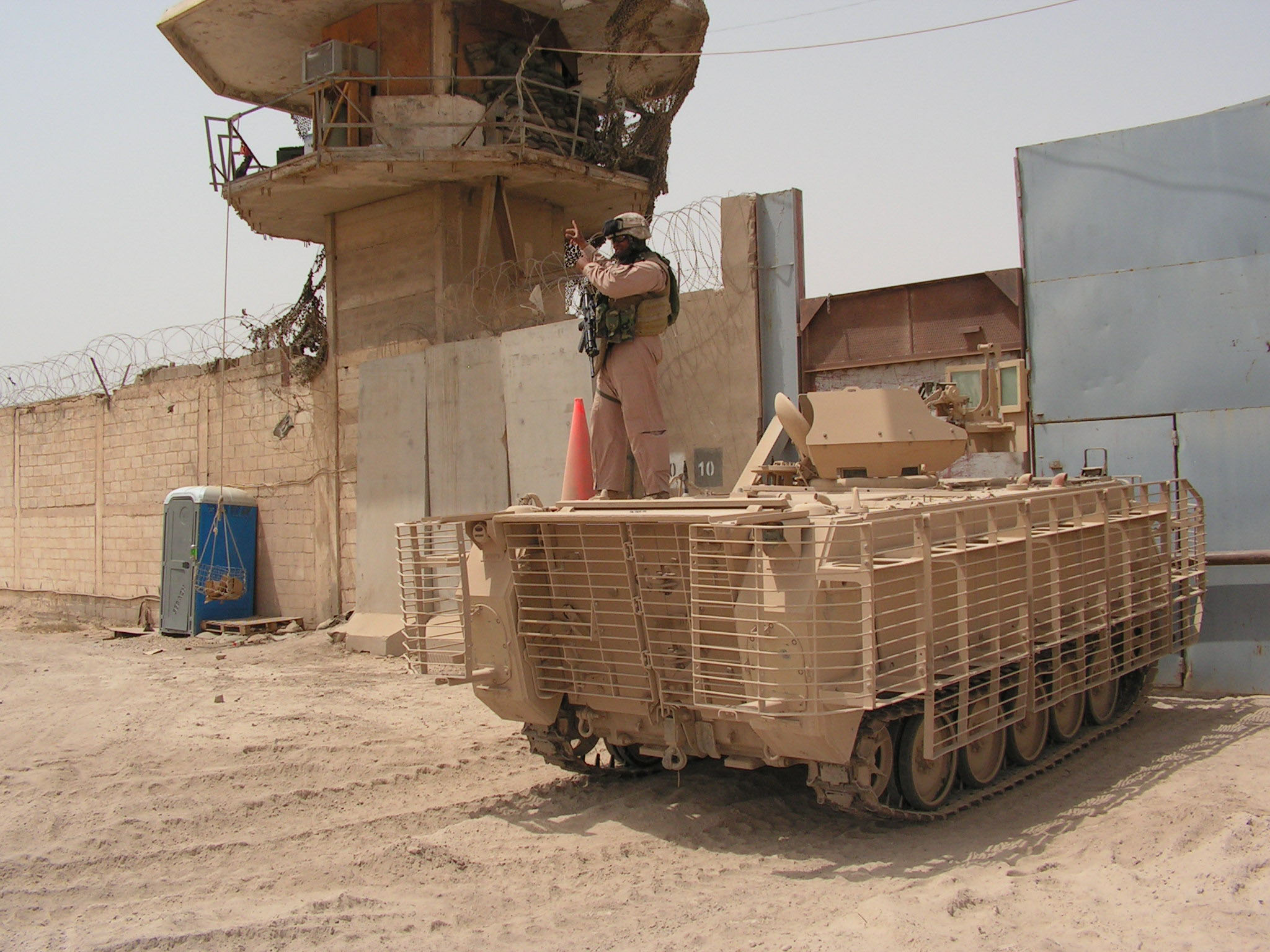
アメリカ海兵隊のM113A3。2006年にイラク国内で撮影。バー・アーマー、新型機銃シールドなどが追加装備された仕様

M113

1961年に制式化。最初の量産型。クライスラー75M V8ガソリンエンジン (出力209hp) 搭載。ベトナム戦争へ投入されて問題点が明らかとなり、後述のA1型の開発に繋がった。

M113 ACAV（Armored Cavalry Assault Vehicle）

1963年に開発された装甲騎兵戦闘車型。ベトナム戦争で運用された。
本来、装甲兵員輸送車として開発されたM113を、乗車戦闘の可能な歩兵戦闘車的運用を可能にする改修であり、車長用キューポラ周りに湾曲した装甲版と、12.7mm重機関銃M2に防盾を追加。更に、車両によっては車体上にM40 106mm無反動砲や防盾付きのM60機関銃を追加装備したり、金網や土嚢で防御力を強化するなどの工夫がなされていた。
また、車体前面の波切版は本来水上航行用だが、ベトナム戦では波切版を展開し、荷物置き兼、中空装甲板とする運用がなされていた例も多い。M113および後述のM113A1をベースに改修が行われた。

M113A1
1964年に制式化。最大の変更点として、クライスラー製ガソリンエンジンから、デトロイトディーゼル6V-53ディーゼルエンジン (出力215hp) に換装されている。この改修により、被弾時の火災の危険性が減少した。多くの派生型でも、M113A1相当の車種には -A1 の型式が付けられている。
M113A2
1979年に制式化。冷却システムとサスペンションを改良し、転輪のトラベル長を増大した。また車体後部昇降ドアの両サイドに装着可能な外装式の燃料タンクの開発、車体前面へのスモークディスチャージャー装備なども行われた。
M113A3

Enhanced（battlefiled）survival
1987年に制式化。多数の改良が加えられている。
サスペンションに破片防護ライナーが付き、装甲化された外部燃料タンクが付き、ターボチャージャー装備エンジンによる出力強化とトランスミッション改良が施され、さらに、オプションで後付けアルミ装甲板の取り付けが可能となった。

## 派生型

### アメリカ合衆国
M48 チャパラル 自走地対空ミサイルランチャーシステム
M548をベースに開発されたMIM-72地対空ミサイルの自走式ランチャー。車台部分の型式名がM730である。
M58 Wolf 煙幕発生キャリア
自走煙幕発生器として、持続的な煙幕を発生させることができる車両。煙幕は、可視では90分間、赤外線では30分間、持続して遮蔽できる。
M106 自走107mm迫撃砲
107mm迫撃砲を搭載した自走迫撃砲。搭載したまま射撃できるように、屋根はハッチ式となっている。
M125 自走81mm迫撃砲
81mm迫撃砲を搭載した自走迫撃砲。車体はM106との互換性がある。
M130 SLUFAE 地雷処理ロケット車
M548をベースにXM130 345mmロケット弾の多連装発射機を搭載した地雷処理車両。"SLUFAE"とはSurface-Launched Unit, Fuel-Air Explosive.（地上発射型燃料気化爆発装置）の略号である。XM130ロケット弾は100ポンド（約45.4kg）のBLU-73/B燃料気化爆薬弾頭を備え、推進装置はズーニー・ロケット弾のものを流用した。これを30連装の蜂の巣様の発射筒に装填して用いる。射程は最大で150mである。
1976年から1978年にかけて開発と試験が行われたが、非装甲車両のため最前線で用いるには装甲防御が不足しており、また射程が短すぎて実用的ではないとされ、開発は打ち切られて制式採用はされないままに終わった。
M132 自走火炎放射器
小型砲塔に火炎放射器と同軸機銃を搭載したもの。車体後部に、火炎放射器用の燃料タンクと加圧タンクを搭載している。

M150 自走TOWミサイルランチャー
BGM-71 TOW対戦車ミサイルのM220発射機を搭載する車両。アメリカ軍では後述のM901 ITVが主流となったが、M150相当の車両もイスラエルや台湾など輸出先で運用されている。
M163 VADS（Vulcan Air Defense System）
M168 20mmガトリング砲（M61 バルカン航空機関砲の地上仕様）と追尾レーダーを搭載し、自走式対空砲としたもの。

M474 TEL（Transporter Erector Launcher）
パーシング I核ミサイルを運搬する移動発射機、弾頭運搬機、プログラマー試験ステーションおよび動力ステーション運搬機、無線端末運搬機の4種として使用された。
M548 装軌貨物輸送車
非装甲の貨物運搬車（カーゴ・キャリア）。ベトナム戦争時には、荷台にM45対空機関銃架を搭載したガントラックに改造された車両もあった。
M577
後の戦闘指揮車のはしりと言える車両。移動指揮車ではあるが、基本的には駐車した後に天幕を張るなどして、指揮所として運用される。車体後部の屋根は、指揮官が立ち上がっても支障のないように嵩上げされている。なお日本では田宮模型のプラモデルの商品名で「コマンドポスト」と名付けられているが、車種名であるCommand Post System Carrierからとられたもので、M577固有のニックネームではない。
M579 Fitter 装甲回収車
装甲回収車として、車体にHIAB社のクレーンを取り付けたもの。米軍では使用されず、オーストラリアやイスラエルで運用された。
M667 ランスミサイル運搬車
M548をベースに開発された、MGM-52 ランス（Lance、戦術核ミサイル）運搬車。
M688 ランスミサイル再装填車
M667にミサイル装填用クレーンを装着した再装填用車両。
M752 ランスミサイルランチャー
M667に起倒式ミサイル発射器を搭載した自走ミサイルランチャー。
M727 ホークミサイルランチャー
M548をベースに開発された、MIM-23 ホーク（Hawk、地対空ミサイル）発射車両。
M730
M548をベースに開発された、MIM-72地対空ミサイル発射システムであるM48 チャパラル（Chaparral）の車台部分の型式名。
M806 装甲回収車
装甲回収車の派生型で、後部コンパートメントにウインチを装備している。
M901 ITV（Improved TOW Vehicle）
M113の車体に、BGM-71 TOW対戦車ミサイルを2基搭載した装甲砲塔を搭載した自走対戦車ミサイル。
M981 FISTV（Fire Support Team Vehicle）
砲兵観測車。M901 ITVとほぼ同じ形状の砲塔（観測塔）に、照準・観測システムを搭載した、砲兵隊向けの火力支援戦闘車。
M1015 電子戦車両
M548をベースに、電子戦用の装備を搭載した車両。
M1059 Lynx 煙幕発生キャリア
自走煙幕発生器。M157煙幕発生装置を使用している。
M1064 自走120mm迫撃砲
M106（107mm）の置き換え用として、120mm迫撃砲を搭載したもの。基本車体はM106とほぼ同じ。
M1068 標準統合コマンドポストシステム （Standard Integrated Command Post System Carrier）
M577の改良版。
XM734 MICV （Mounted Infantry Combat Vehicle）
M113をベースにした試作歩兵戦闘車。車体両側面に片面4基ずつのガンポートとビジョンブロックを、車体後面に2基のガンポートとビジョンブロックを備えている。車長用キューポラに7.62mm機関銃連装のM27動力銃塔を装備している。
XM765
XM734から発展した試作歩兵戦闘車。兵員室側面上部が傾斜している。M139 20mm機関砲を装備している。発展してAIFVになる。
AIFV（Armored Infantry Fighting Vehicle）
M113A1をベースに、装甲と戦闘能力を向上させた後継車両として開発された歩兵戦闘車。25mm機関砲塔をはじめ、武装にいくつかのバリエーションがある。アメリカ軍はより強力なM2ブラッドレー歩兵戦闘車を採用し、AIFVは採用しなかったが、M2より低価格であるため数ヶ国が採用している。

OSVM113/BMP-2
国家訓練センターで敵車両役を演じる車両で、BMP-2に似せた外観となっている。

### オーストラリア
M113 FSV
FSVは "Fire Support Vehicle"、火力支援車両の意。
アルビス・サラディン装甲車（FV601）の砲塔を搭載したもの。
M113 LRV
LRVは "Light Reconnaissance Vehicle"、軽偵察車両の意。
M113に、2丁の機関銃を搭載したキャデラックゲージ製の小型銃塔を備えたもので、装甲兵員輸送車としても使用される。
M113 MRV
MRVは "Medium Reconnaissance Vehicle"、中型偵察車両の意。
M113 FSVに似ているが、FV101 スコーピオンの砲塔を搭載した威力偵察型。
M113 AS4
M113をベースに車体長を6mまで延長、転輪が1組追加され6組になっている。エンジンはMTU 6 V 199 TE 20に換装。電動式で昼夜間サイトを備える銃塔にM2HB QCBを搭載し、車体全周に増加装甲を装備するなどした改良型。乗員は2名＋兵員10名。2022年6月にウクライナへ14両を供与。

### カナダ
M113 ADATS ミサイル・システム
エリコン社製ADATS ミサイル・システムを搭載したタイプ。車体上に捜索レーダー・レーザー測距器・赤外線テレビカメラと4連装ランチャーを2基装備した発射機を搭載する。
M113 TUA（TOW Under Armour）
装甲化されたBGM-71 TOW対戦車ミサイル発射器を搭載したタイプ。米軍のM901 ITVとは発射機の形状が異なる。同様の発射機は、同じカナダ軍のLAVIIIにも搭載されている。
TLAV
カナダ軍が保有していたM113A2 341両に対し、兵員輸送車寿命延長プログラム（Armoured Personnel Carrier Life Extension (APCLE) program）が実施され、183両は車体が50cm延長され、ロードホイールが片側6個となった。残りの158両については、通常のM113A3相当の改修を受けた。これらの改修には、大出力エンジンへの換装、サスペンション強化、鋼鉄製増加装甲板の付加、バー・アーマーの追加装備、12.7mm重機関銃M2とMk19 自動擲弾銃を装備したキャデラック・ゲージ製銃塔の装備、などが含まれる。APCLE改修を受けた車両はTLAV（Tracked Light Armoured Vehicle）と呼称され、様々なバリエーション車両が開発、運用されている。
MTVE
TLAVをベースに開発された戦闘工兵車。MTVEは、"Mobile Tactical Vehicle Engineer"の略。車体前部にプラウ・ブレードを装備している。
MTVR
TLAVをベースに開発された装甲回収車。MTVRは、"Mobile Tactical Vehicle Recovery" の略。ウインチおよびクレーンを装備している。

### イスラエル

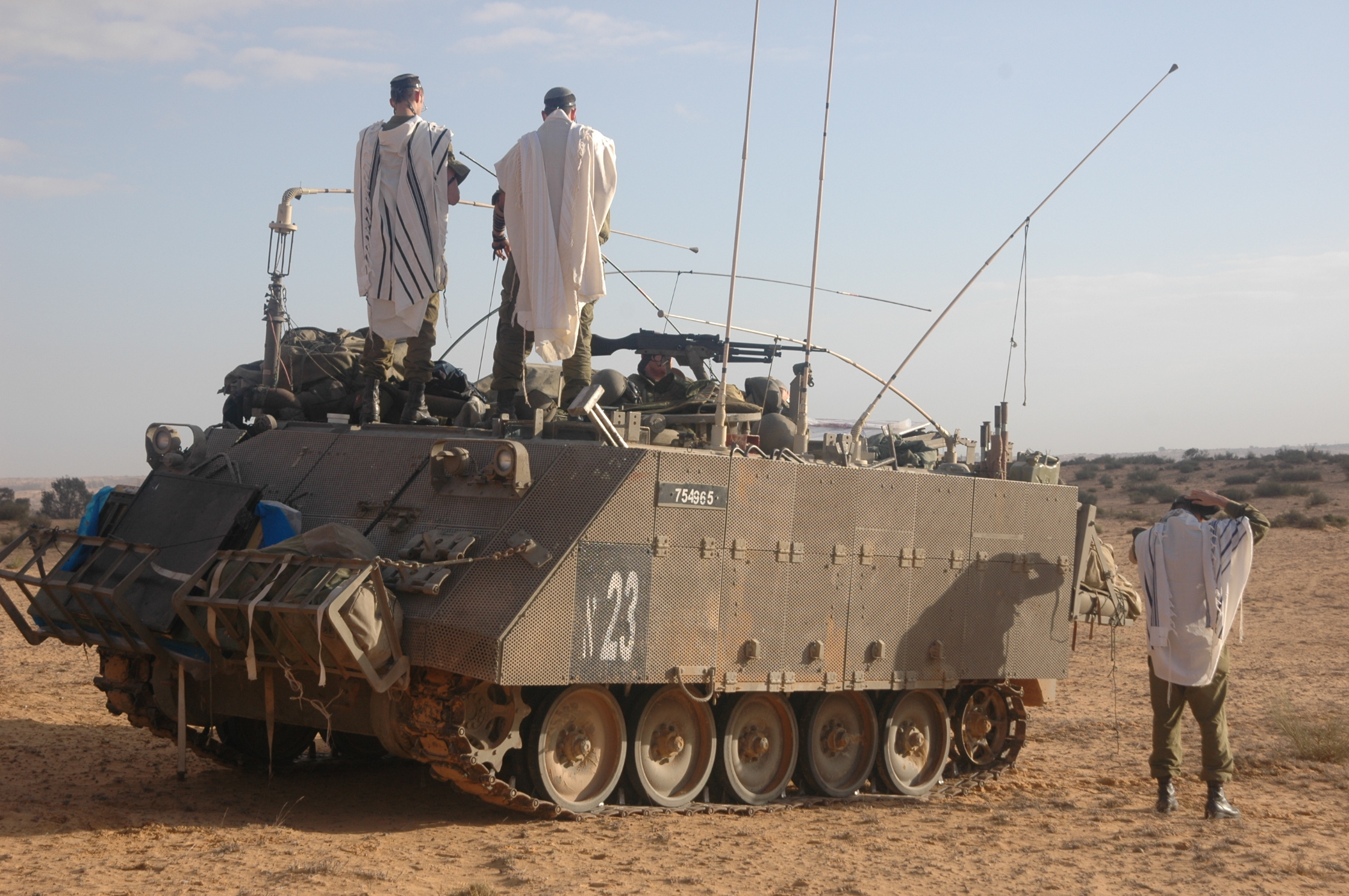
M113 Nagmash Vayzata

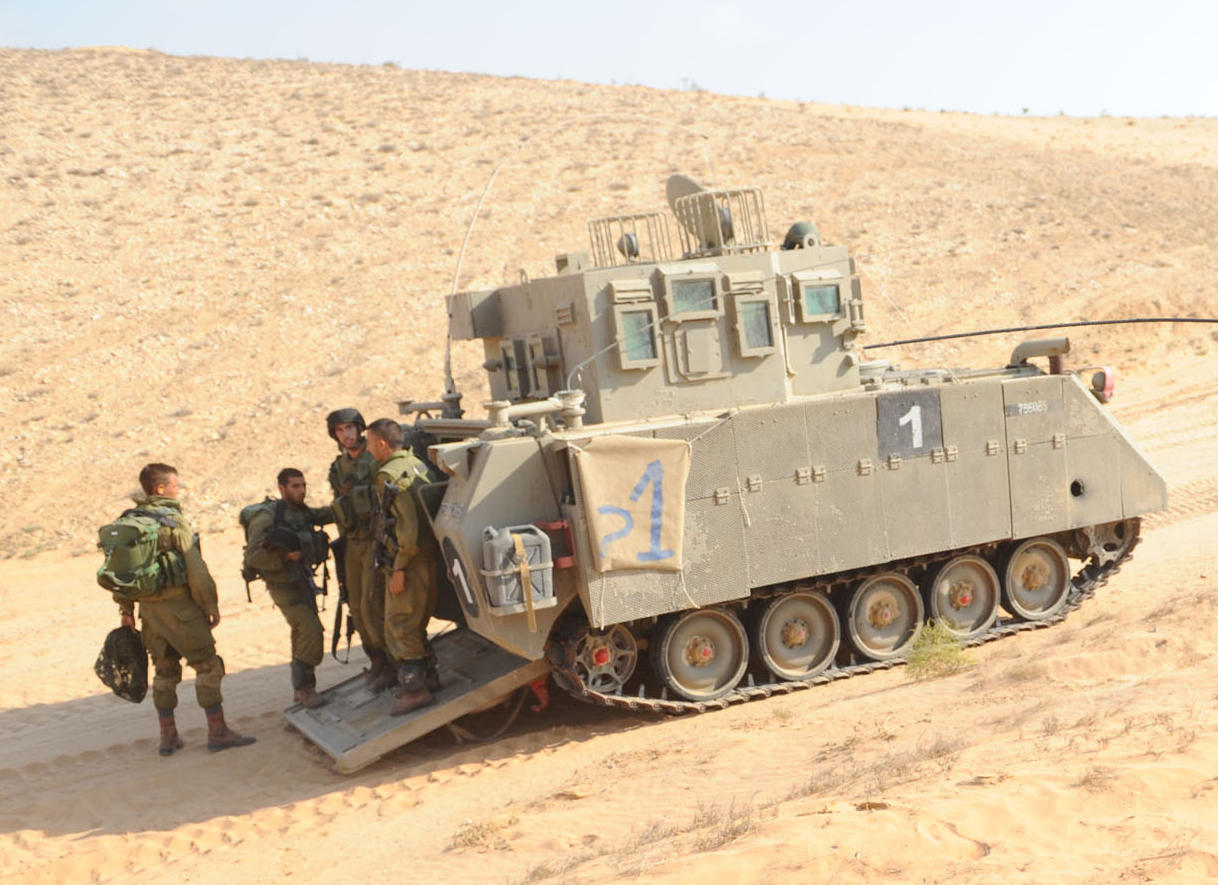
M113 Kasman Meshupar

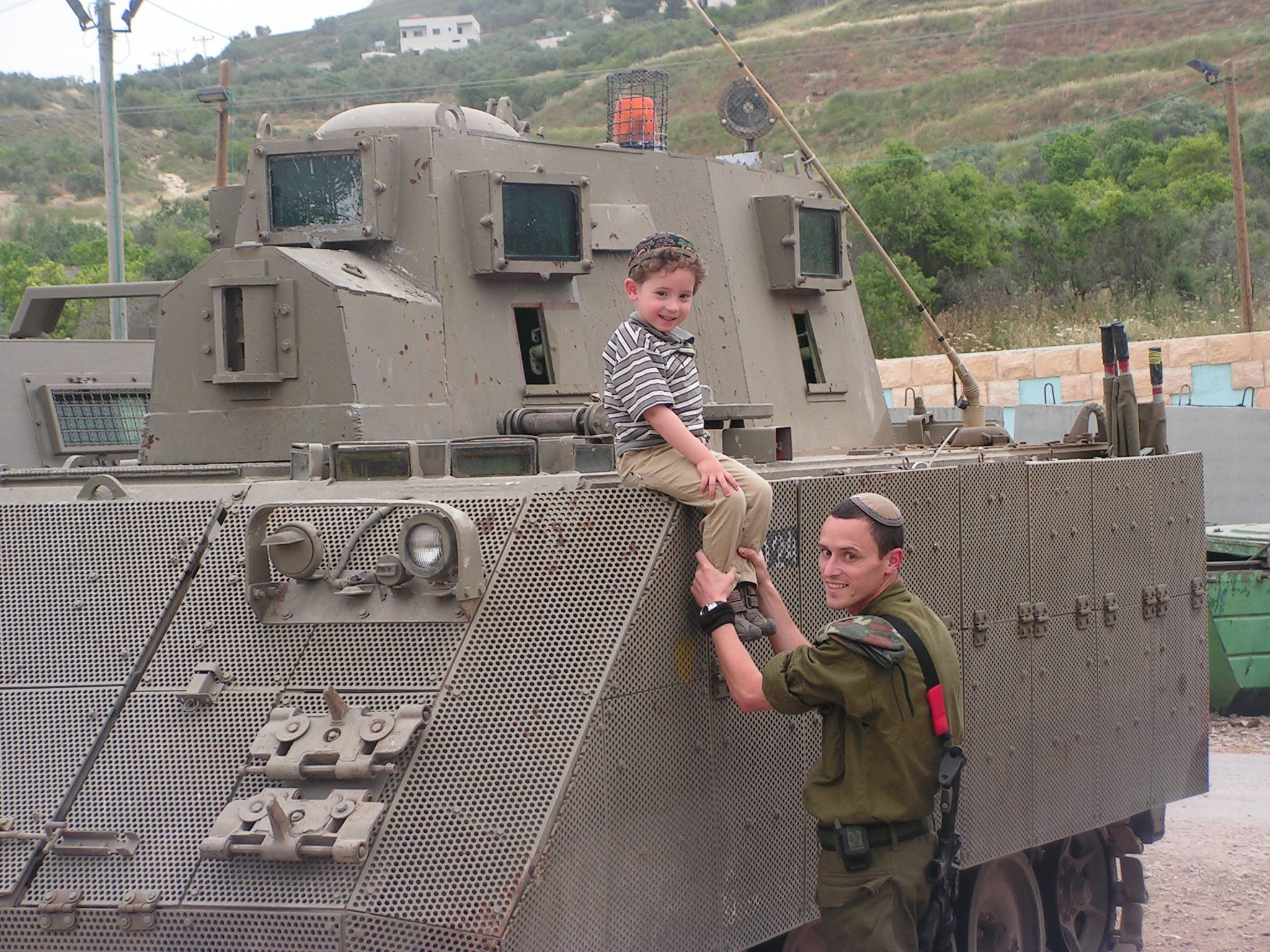
M113 Kasman Maoz

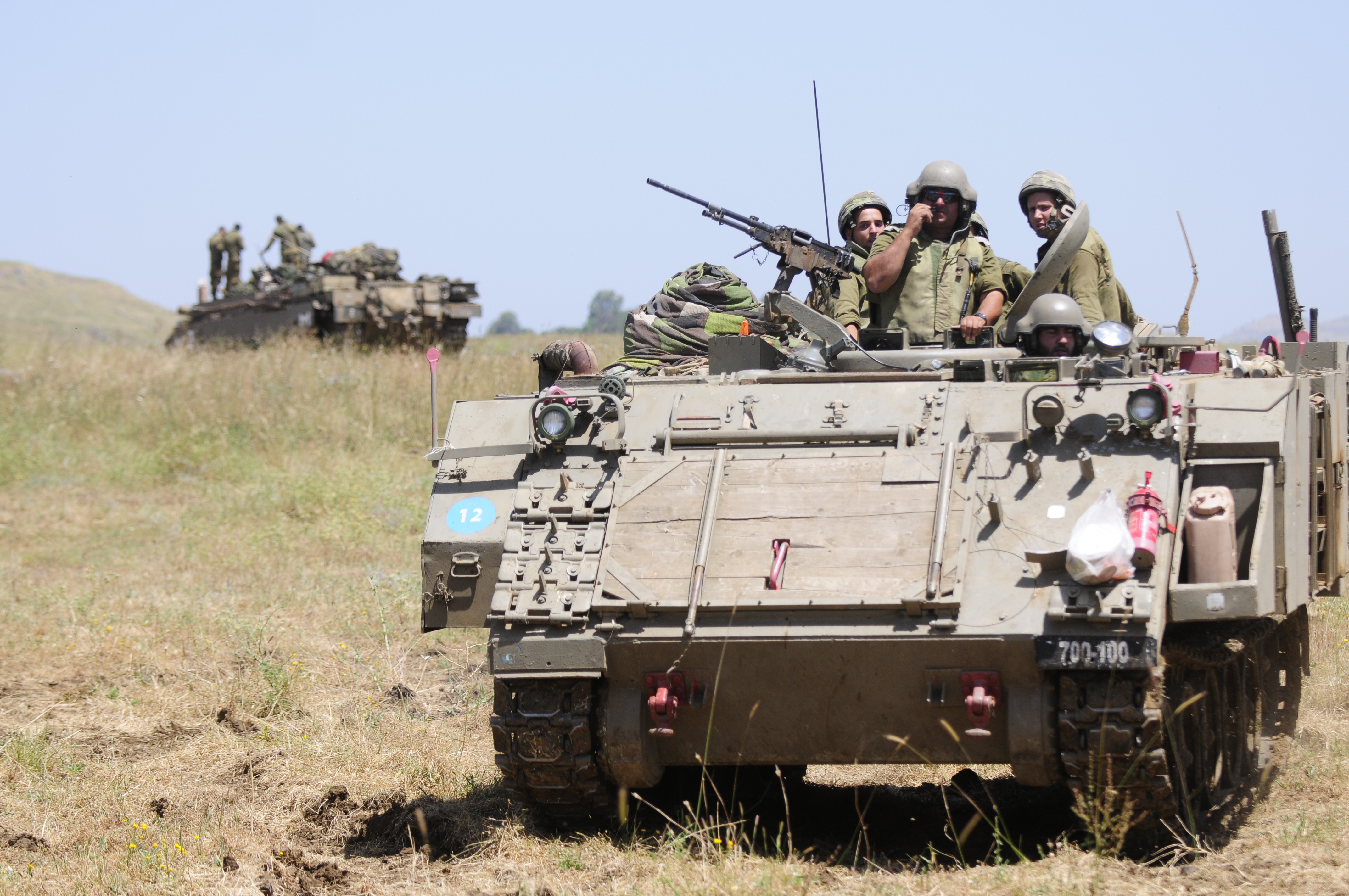
M113 Nagmash Chatap Modular

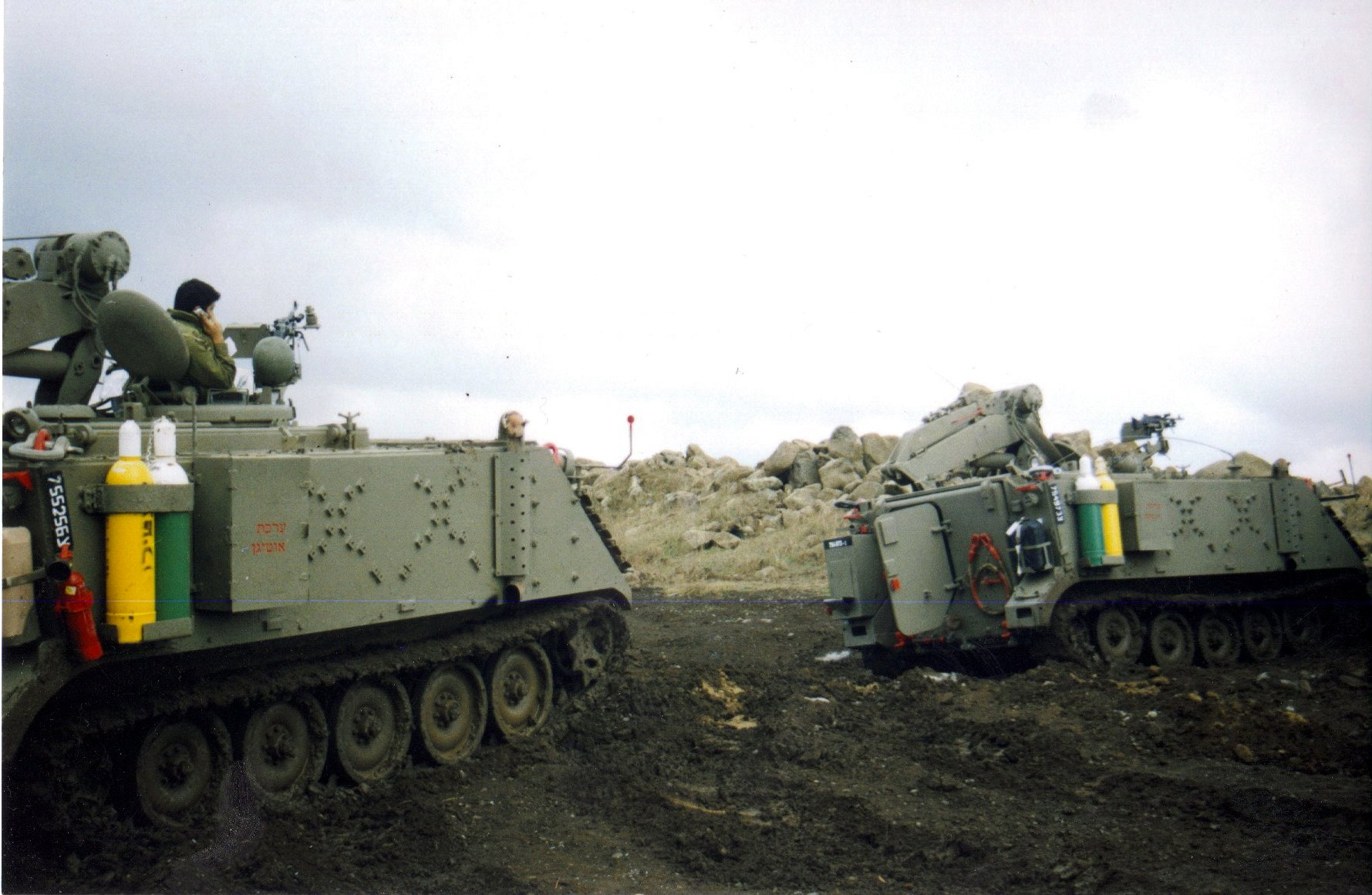
M579 Nagmash Fitter

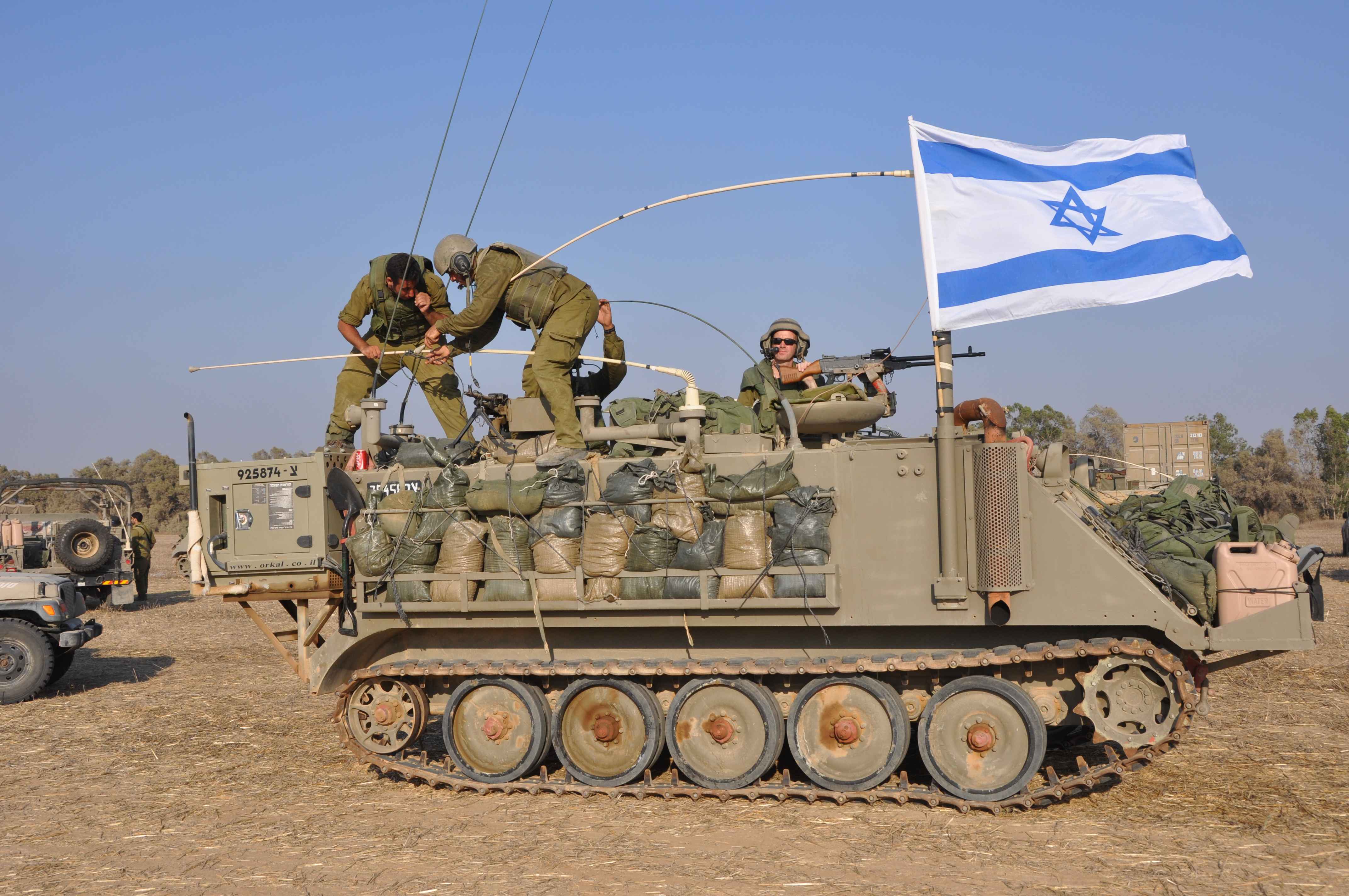
M113 Nagmash pikud

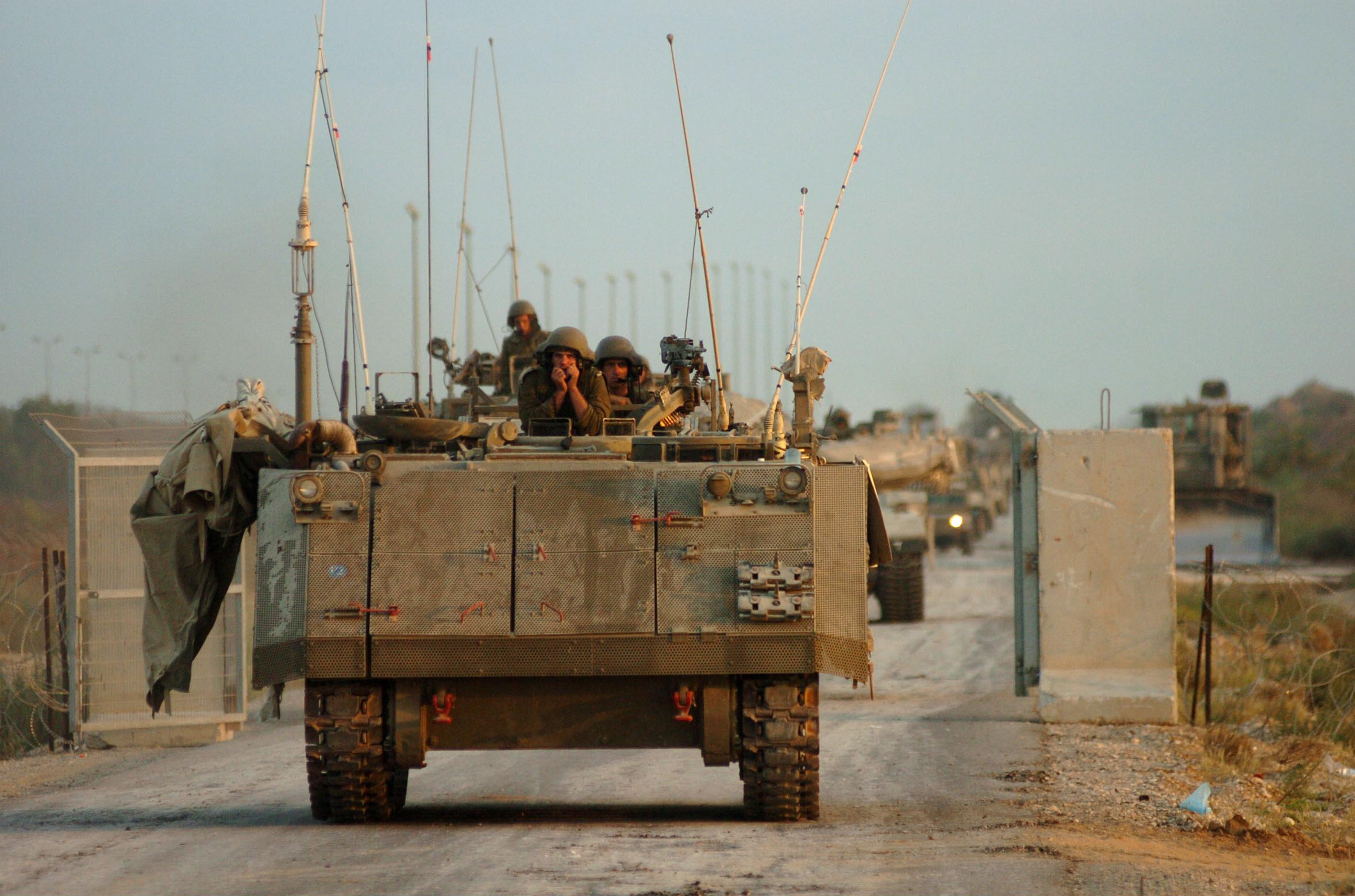
M113 Nagmash Vayzata pikud

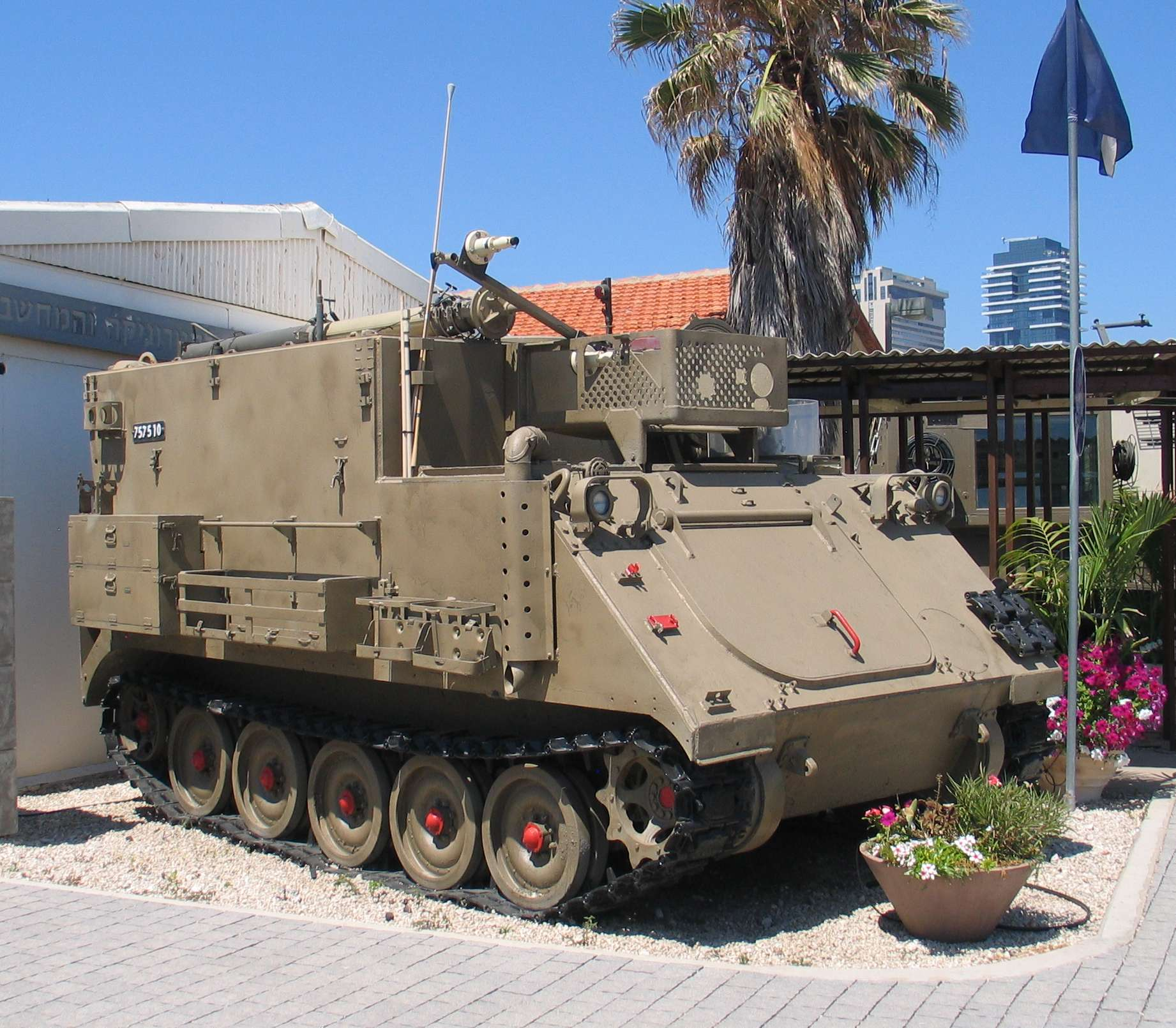
M577 Mugaf

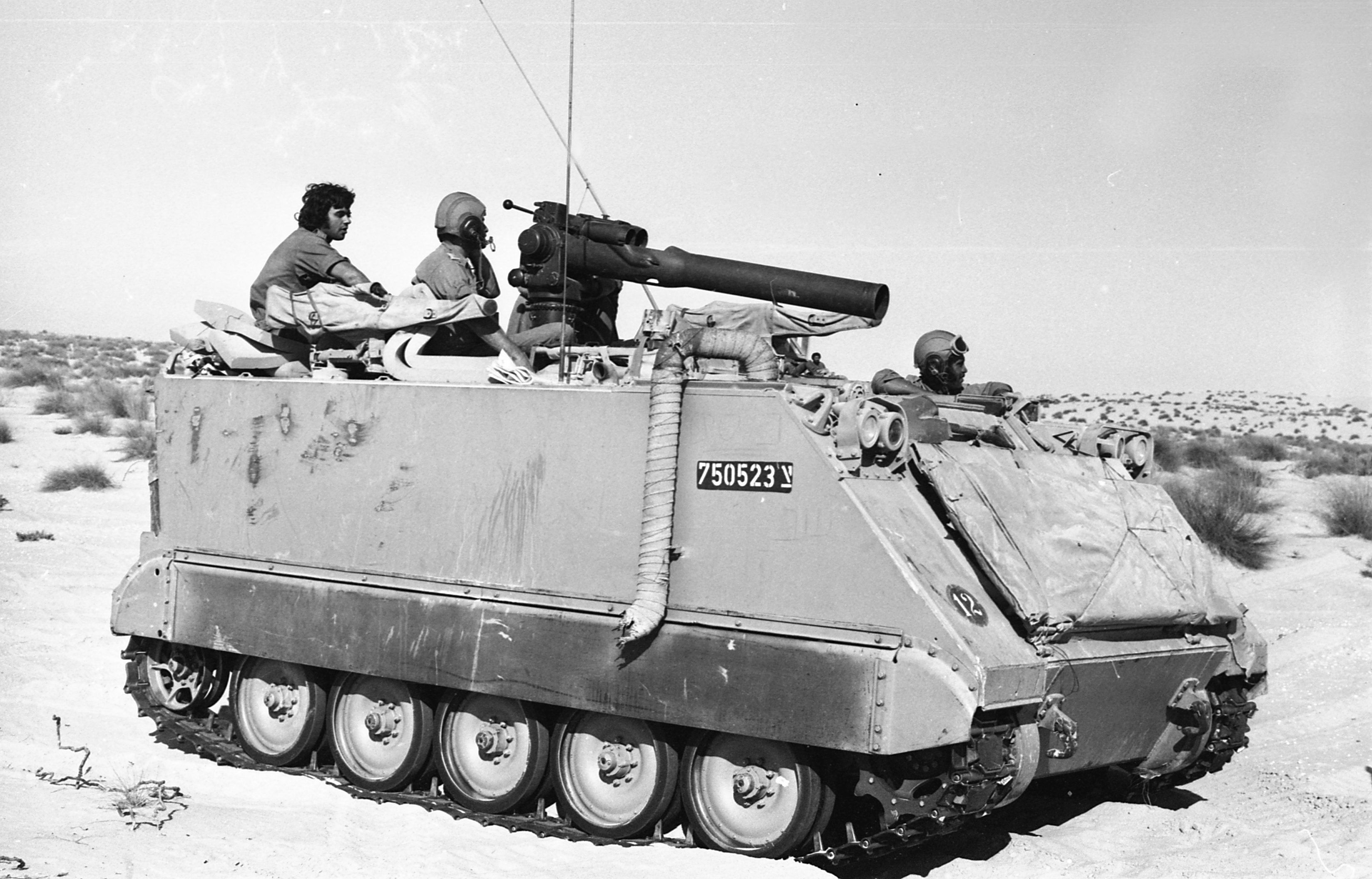
M150 Giref

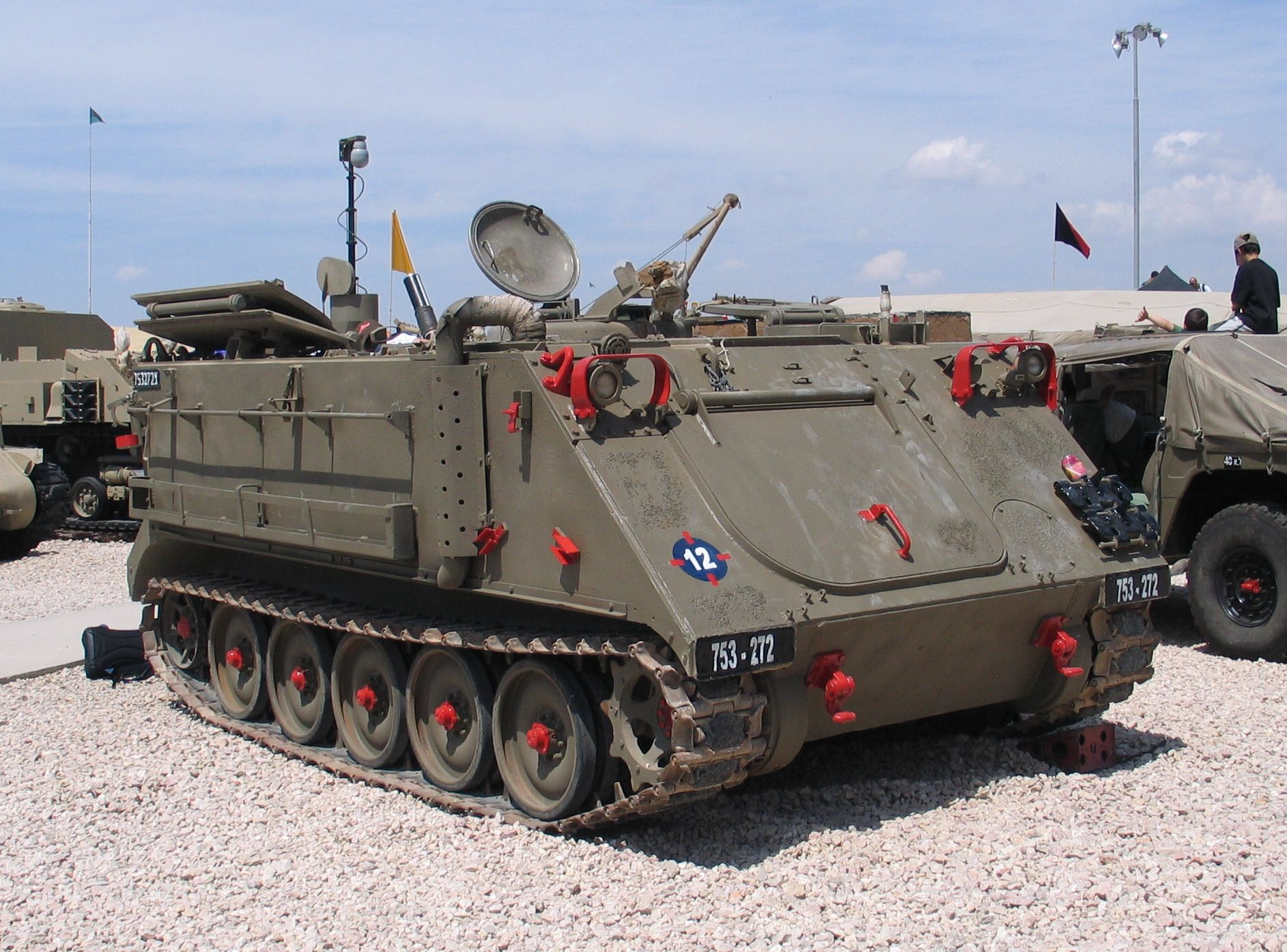
M113 Laish

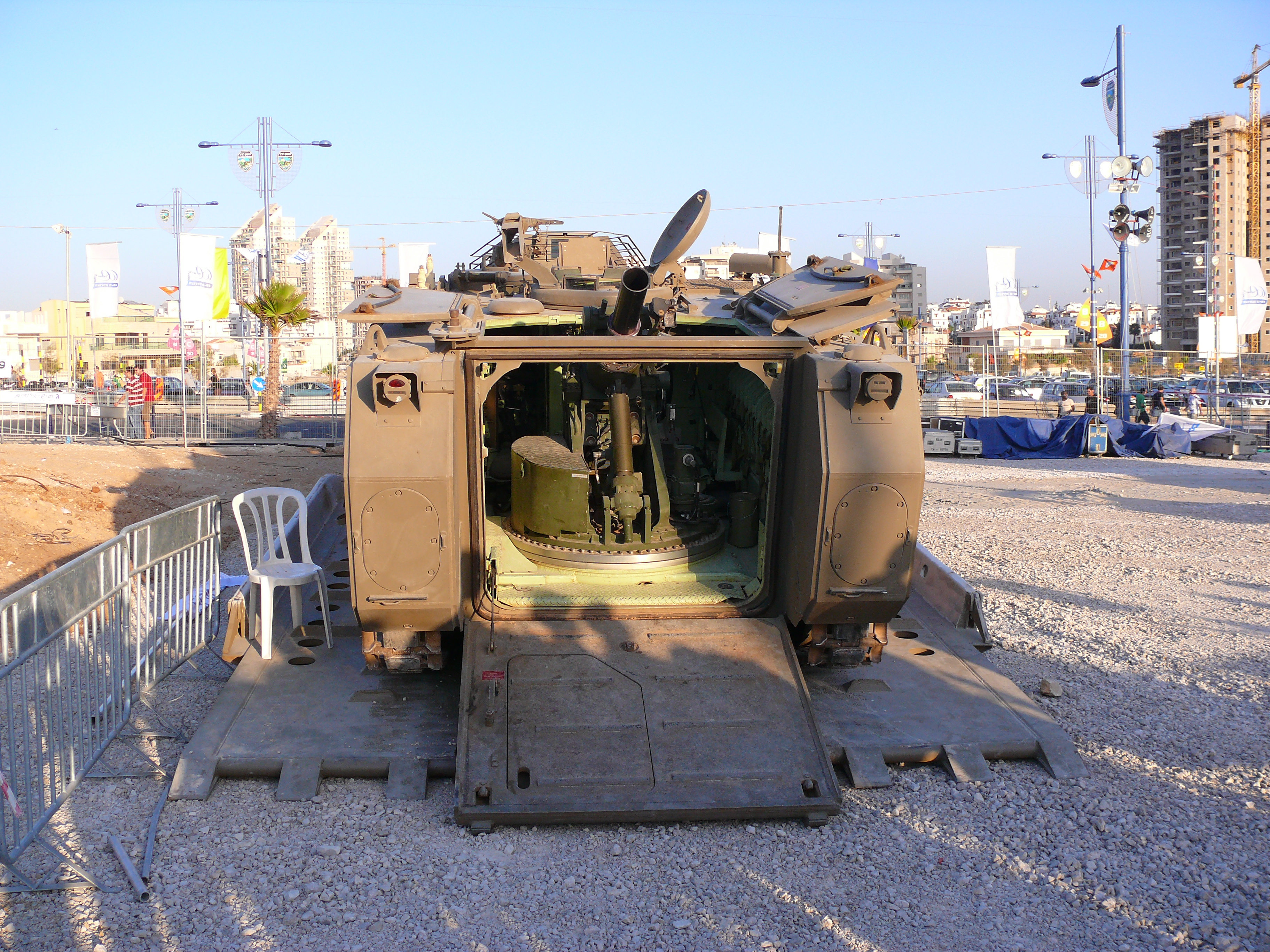
M113 Keshet

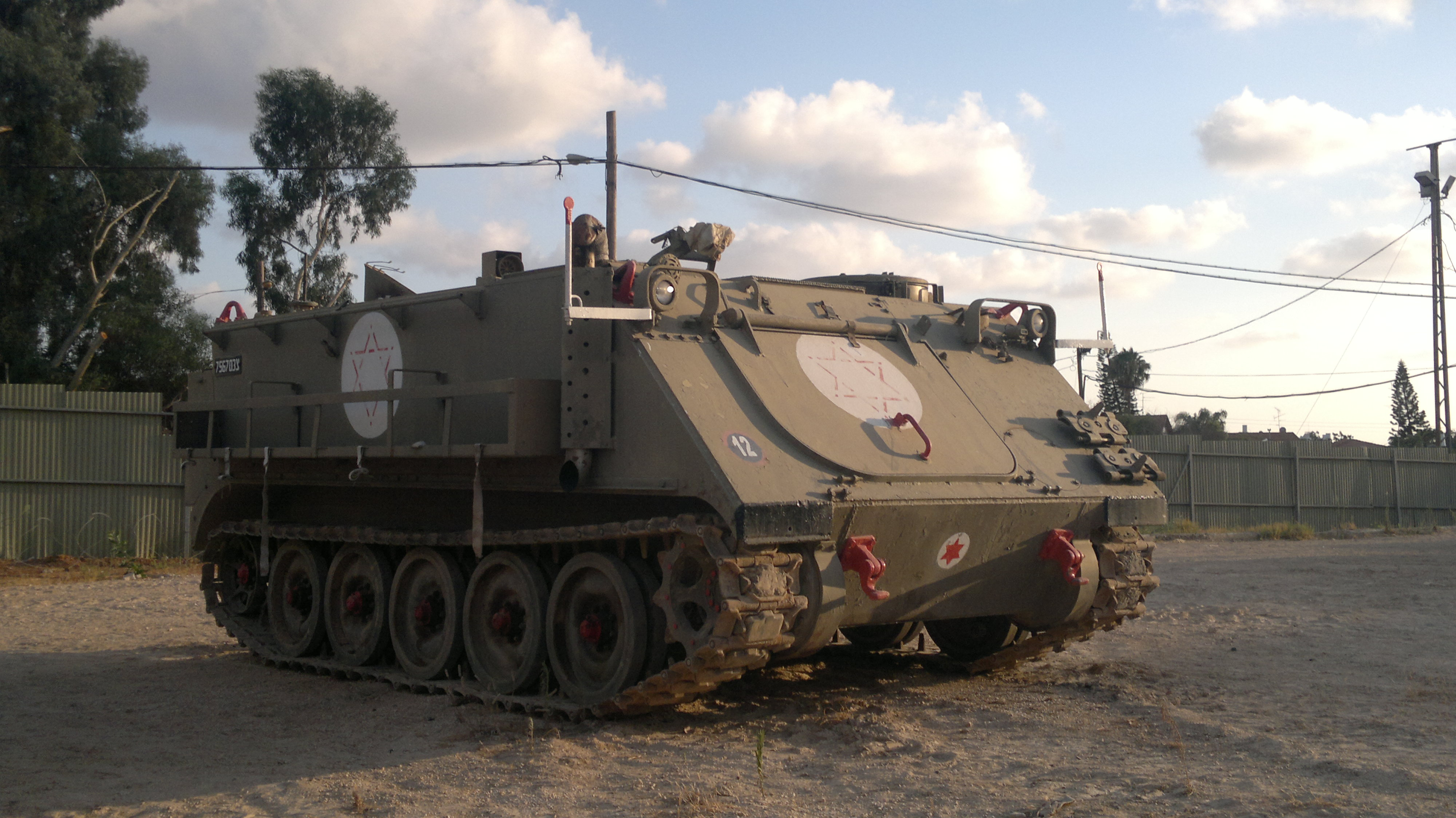
M113 AMEV

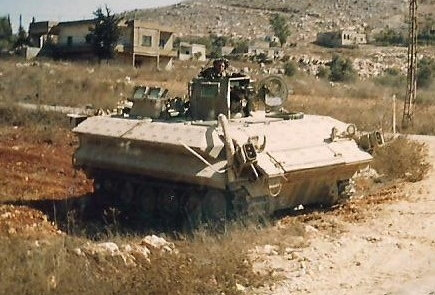
M113 classical, レバノン南部, 1995年

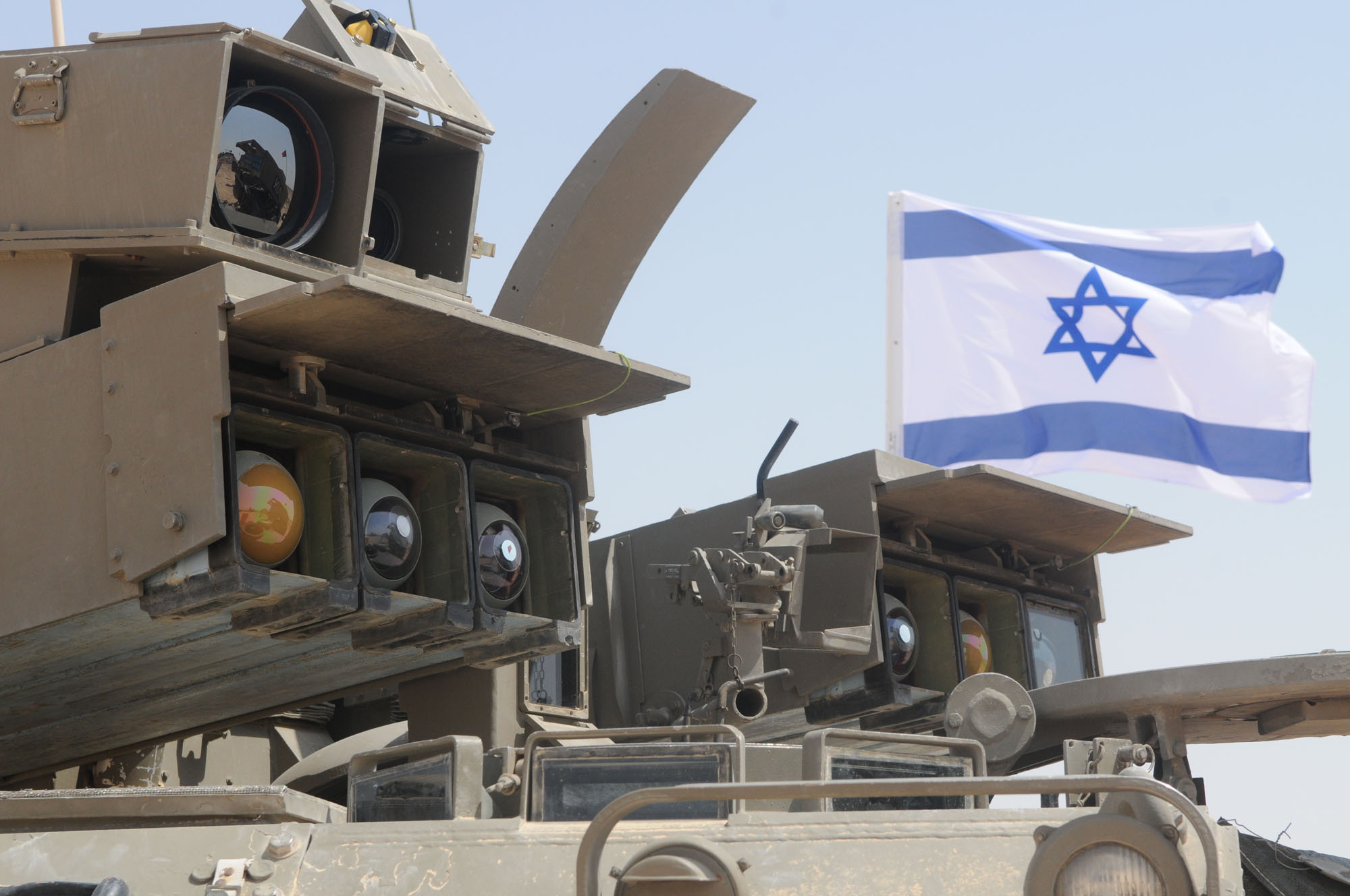
M113 Tamuz 発射機クローズアップ

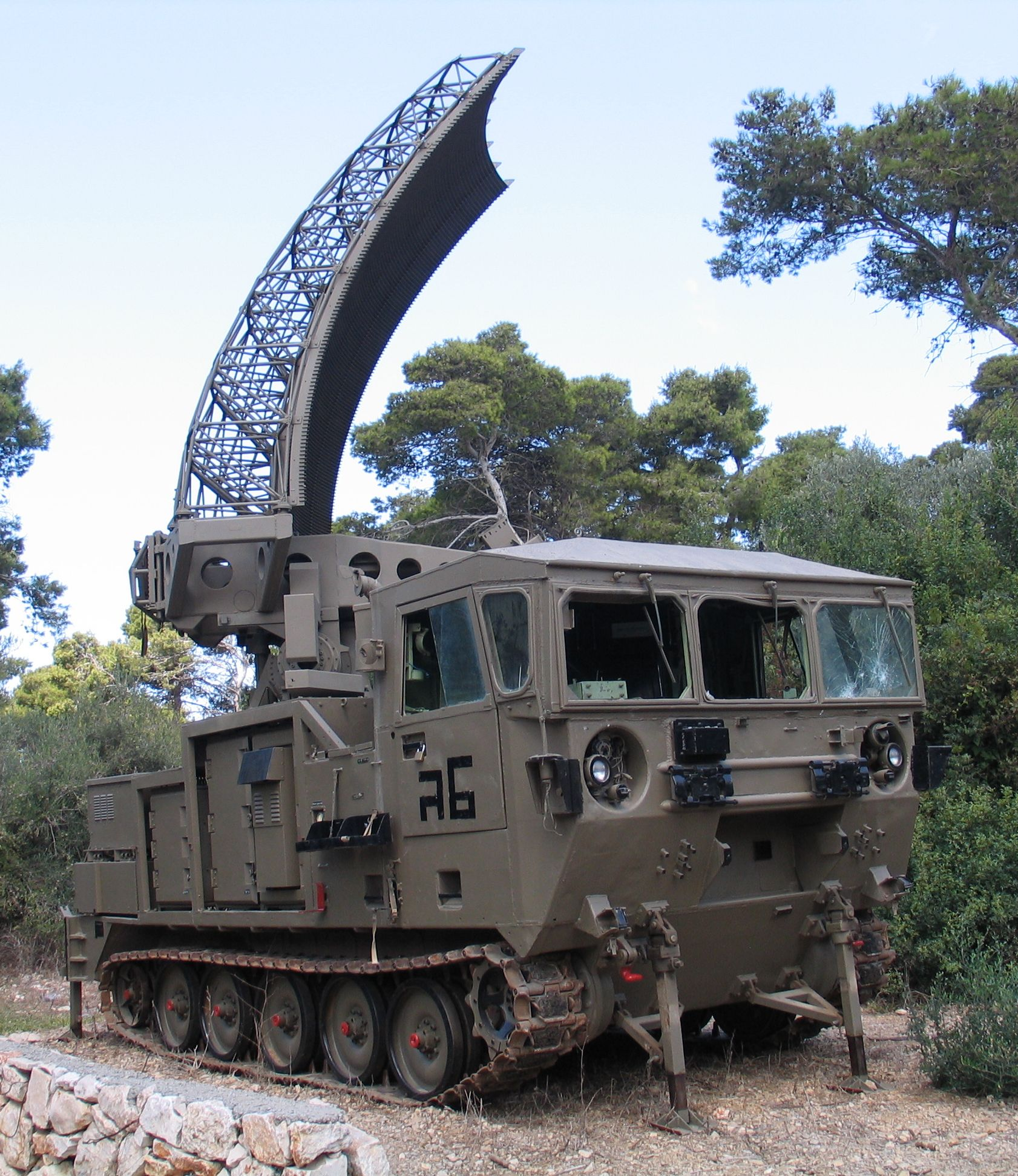
Shilem レーダー搭載車

イスラエル国防軍は、約6,000両のM113シリーズを保有するアメリカに次ぐ大量使用国である。イスラエルにおけるM113シリーズの正式な愛称は"Bardelas"（ヘブライ語でチーターの意）である（"Bardehlas"などと表記される事も）。プラモデルの商品名などに使用されていた"ゼルダ"（Zelda）という愛称も有名で、導入初期に使用されていたようであるが、イスラエル軍内部では、現在この名前はほとんど使用されていない様である。また、M113シリーズの各タイプ毎に愛称が付けられており、通常型では"Nagmash"という名称が広く使われている事から、M113シリーズ全体の愛称を"Nagmash"と記述する資料も有る。"Nagmash"とは、ヘブライ語で"armored personnel carrier"を意味する"Noseh Guysot Meshoryan"の頭文字を繋げたアクロニムである。
イスラエル軍のM113シリーズ全体に共通する特徴としては、エンジン排気管が車体右側面の下方向に延長されている事、車体周囲にラックや雑具箱が増設されている事、サイドスカート・浮航用設備などは取り外されている事などが挙げられる。
2014年のプロテクティブ・エッジ作戦 (ガザ地区への侵攻作戦)ではゴラニ旅団のM113が攻撃を受け7名の兵士が死亡し、これを受けてイスラエルでは国防軍内で使用の続けられているM113の代替として"オフェク"重装甲兵員輸送車や"エイタン"装輪式装甲兵員輸送車の開発を進めている。

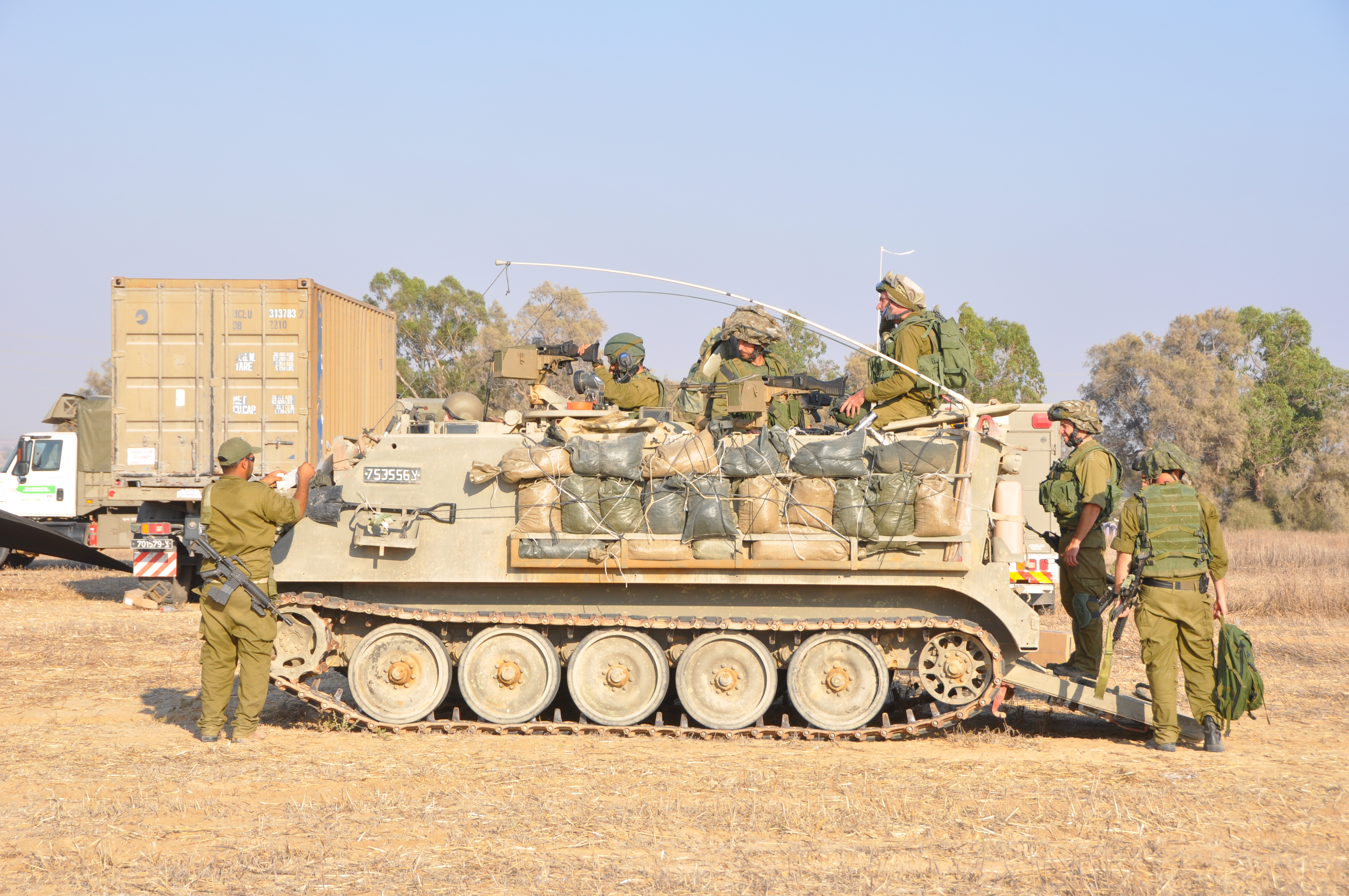
M113 Nagmash

イスラエル軍でAPC（装甲兵員輸送車）として使用される通常型。車体側面（場合によっては後面や前面にも）に独自の荷物ラックが装着されている。1972年に導入され、翌年勃発した第四次中東戦争に投入された。当時のイスラエル軍では"オール・タンク・ドクトリン"と呼ばれる戦車重視の戦闘教義が採用されていたが、エジプト軍のAT-3 サガー対戦車ミサイルにより大損害を受け、戦車に随伴する歩兵の重要性が見直され、反抗作戦ではM113 Nagmashがマガフ戦車と共にエジプト軍に突撃する事となった。

M113 Nagmash Vayzata

1987年制式化。APCタイプの車両にラファエル社製のトーガ（TOGA）と呼ばれるパンチングメタル状の中空装甲を装備したタイプ。1982年のレバノン侵攻時、PLOの装備するRPG-7対戦車ロケット砲による攻撃に対し、M113のアルミ製車体の防御力が低いことが問題となり、成形炸薬弾に対する防御を高めるため、中空装甲が採用された。2006年の南レバノン侵攻にも用いられた。

M113 Nagman
トーガ・アーマーを装備したM113 Nagmash Vayzataの車長用キューポラ周囲および兵員室天面ハッチの左右に、強化ガラス付き防弾板を設置したタイプ。レバノン南部でのヒズボラとの戦闘に投入された。
M113 Kasman Meshupar

トーガ・アーマーを装備したM113 Nagmash Vayzataの車体上に、密閉式の箱状の戦闘室"ドッグハウス"を搭載し、車内からFN MAG機関銃を射撃できるよう改造されたタイプ。2000年頃から配備されている。屋根の上に拡声器を装着したり、車体前面に発煙弾発射機を装備しているケースもある。ガザ地区やヨルダン川西岸地区でのパトロールに使用されている模様。本車を"Nagman"と呼んだり、"Nagman 2"などと表記されるケースも有る。

M113 Kasman Maoz

トーガ・アーマーを装備したM113 Nagmash Vayzataの車体上に、密閉式の戦闘室を載せ、車内からFN MAG機関銃を射撃できるよう改造されたタイプ。前述のKasman Meshuparより後に登場した（2004年-2005年頃）Kasman Meshuparでは戦闘室に合計15枚の防弾ガラスが使用されているが、Kasman Maozでは6枚となっている。戦闘室自体もやや小型化している。

M113 Nagmash Chatap
工兵・修理部隊で使用される。車体両サイドに各種雑具箱、ラックを増設している。クレーンなどは装備されておらず、基本形はAPCタイプと同じである。各中隊単位で配備されている模様。
M113 Nagmash Chatap Modular

工兵・修理部隊で使用される。Nagmash Chatapの車体両サイドにモジュール化された大型の雑具箱を増設した改良型。

M579 Nagmash Machag（Fitter）

工兵・修理部隊で使用される。HIAB社製大型クレーンを装着している。カナダやオーストラリアなどで使用されているタイプと基本的には同型だが、車体の左右には大量の工具箱やラックが増設されている。各大隊単位で配備されている模様。

M579 Nagmash Machag Modular（Fitter）
工兵・修理部隊で使用される。Nagmash Machag（Fitter）の車体両サイドにモジュール化された大型の雑具箱を増設した改良型。
M113 Nagmash pikud

無線通信機能を強化した指揮/通信車両。アンテナが増設され、ワイヤーリールなどを搭載している。

M113 Nagmash Vayzata pikud

指揮/通信車両にトーガ・アーマーを装備したタイプ。
M577 Mugaf（Command Post）

米軍のM577と同型の車両。他のM113シリーズ同様に荷物ラックが装備されている他、Nagmash pikudと同型の大型のアンテナを装備している。

M163 Hovet
米軍のM163 VADSと同等の車両。浮航用フロートは装着されておらず、荷物ラック類が装備されている。土嚢や偽装網を搭載している車両も多い。レバノン侵攻では、対空用途よりもむしろ、水平射撃によるPLO拠点への攻撃で活躍した（米軍のM16対空自走砲の運用と同様）。
M163 Machbet
M163 Hovetに4連装のFIM-92 スティンガー地対空ミサイルランチャーを追加装備したタイプ。1990年頃から改修が行われ、2005年頃にはほぼ全車の改修が完了した。
M163 Machbet Vayzata
M163 Machbetにトーガ・アーマーを装備したタイプ。

M150 Giref（M113 with TOW Missile Launcher）

M113にBGM-71 TOW対戦車ミサイルランチャーを装備したタイプ（M901のような装甲型ランチャーではなく、M151やハンヴィーに搭載されるM220発射機を搭載している）。

M113 Laish（M113 with 81mm mortar）

アメリカ軍のM125に相当する自走迫撃砲。ソルタム・システムズでライセンス生産されたタンペラ社製81mm迫撃砲を搭載。"Laish"はライオンの意。

M113 Keshet（M113 with 120mm mortar）

ソルタム・システムズ製のK6 120mm迫撃砲およびCardom迫撃砲駐退復座制御システムを搭載した自走迫撃砲。
アメリカ軍のM1064に相当する車両であるが、M1064にはCardomシステムは搭載されていない。

M113 Nagmash AMEV（Armoured Medical Evacuation Vehicle）

装甲救急避難車両（野戦救急車）。シャーマン戦車改造の"アンビュタンク"の後継として採用された。

M113 classical（Zelda 2）

1996年制式化。ゼルダ2（Zelda 2）としても知られる。車体前面および側面にラファエル社製の爆発反応装甲を装備して防御力を向上させたタイプ。車体上にはNagmanと同様の防弾版が配置されている。実戦配備数は少ない模様。

M113 HVMS
M113の車体に、60mm高初速砲を備えた小型砲塔を搭載したバージョン。1980年頃に開発/試作されたが実戦配備はされていない模様。
M113 Tamuz

M113の車体に、回転式のスパイク対戦車ミサイル発射機を備えた小型砲塔を搭載したバージョン。2011年頃に実用化された、M113の派生型としては比較的新しい物になる。

Shilem レーダー搭載車

M548 カーゴキャリアの車台をベースに、大型のEL/M-2310 レーダーを搭載した車両。砲兵部隊の支援車両の一つ。

### エジプト
EIFV

M113の延長車体に、M2 ブラッドレーの砲塔を搭載した歩兵戦闘車。AIFVからの改造も予定されていたが、量産配備は進んでいない。

### イタリア

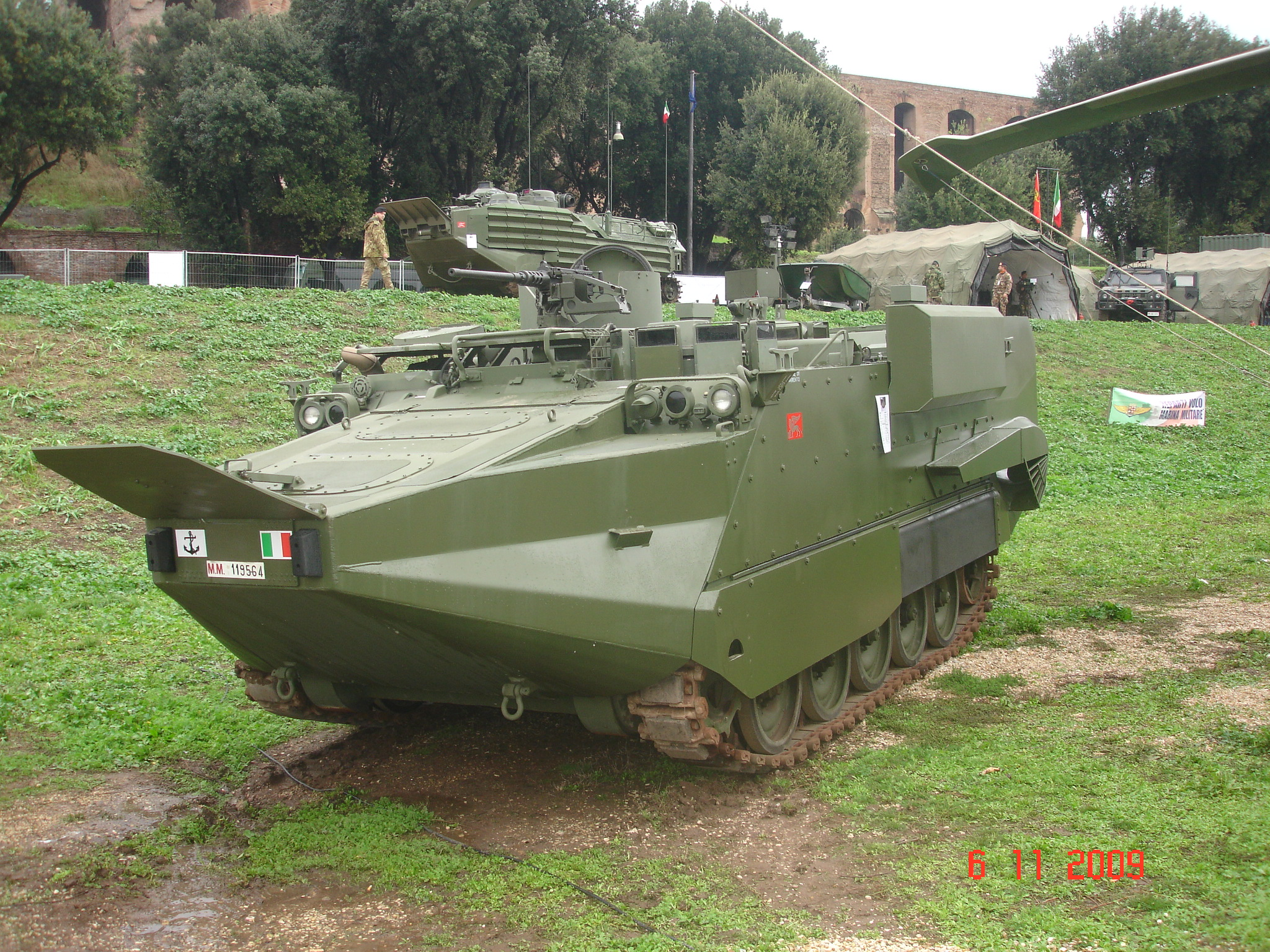
アリゲーター

VCC-1 カミリーノ

イタリアがライセンス生産していたM113をベースに、AIFVを参考に開発した歩兵戦闘車（IAFV、Infantry Armoured Fighting Vehicle）。
VCC-2
国内でライセンス生産したM113をVCC-1と同等のIAFVに改造したタイプ。後部側面にガンポートと視察窓を左右に各2基ずつ設け、キューポラに防盾を装備。

M113 アリゲーター（Arisgator）
イタリアのA・R・I・S社が開発した水陸両用強襲車で、M113をベースに車体前部に台形の浮力ブロック、車体後部両端にウォータージェット推進装置を追加し、排気口を煙突化したタイプ。1999年からイタリア陸軍に少数配備。インドネシア海兵隊でも使用されている。
SIDAM 25
オート・メラーラ社が開発した自走対空砲。エリコン社製KBA-B 25mm機関砲4門を備えた砲塔を搭載。

### シンガポール
M113A2 Ultra IFV
シンガポール軍向けに、M113A1を基本としてA2への標準化・近代化アップグレードを実施したもの。主兵装を40mm自動グレネードランチャーと12.7mm重機関銃の連装か、イスラエルのラファエル社で開発された25mm機関砲搭載型のOWS-25無人砲塔（RWS）の選択式とし、増加装甲を施した。
M113A2 Ultra Mechanised Igla
M113A2 Ultra IFVと同等の改修車体に、6連装の9K38 イグラ地対空ミサイル発射機を搭載した自走式対空ミサイル発射型。火器管制レーダーを搭載したIFU（Integrated fire unit）バージョンと、管制レーダーを持たないWFU（Weapon fire unit）バージョンが存在する。

### デンマーク

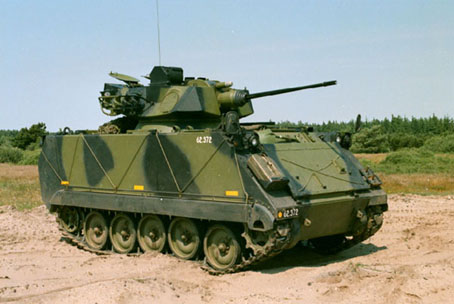
M113A2 Mk I DK

M113A2をベースに、砲塔を搭載して歩兵戦闘車化したもの。主砲はエリコン社製25mm機関砲である。現在はCV 9035 DKに置き換えられた。

### オランダ

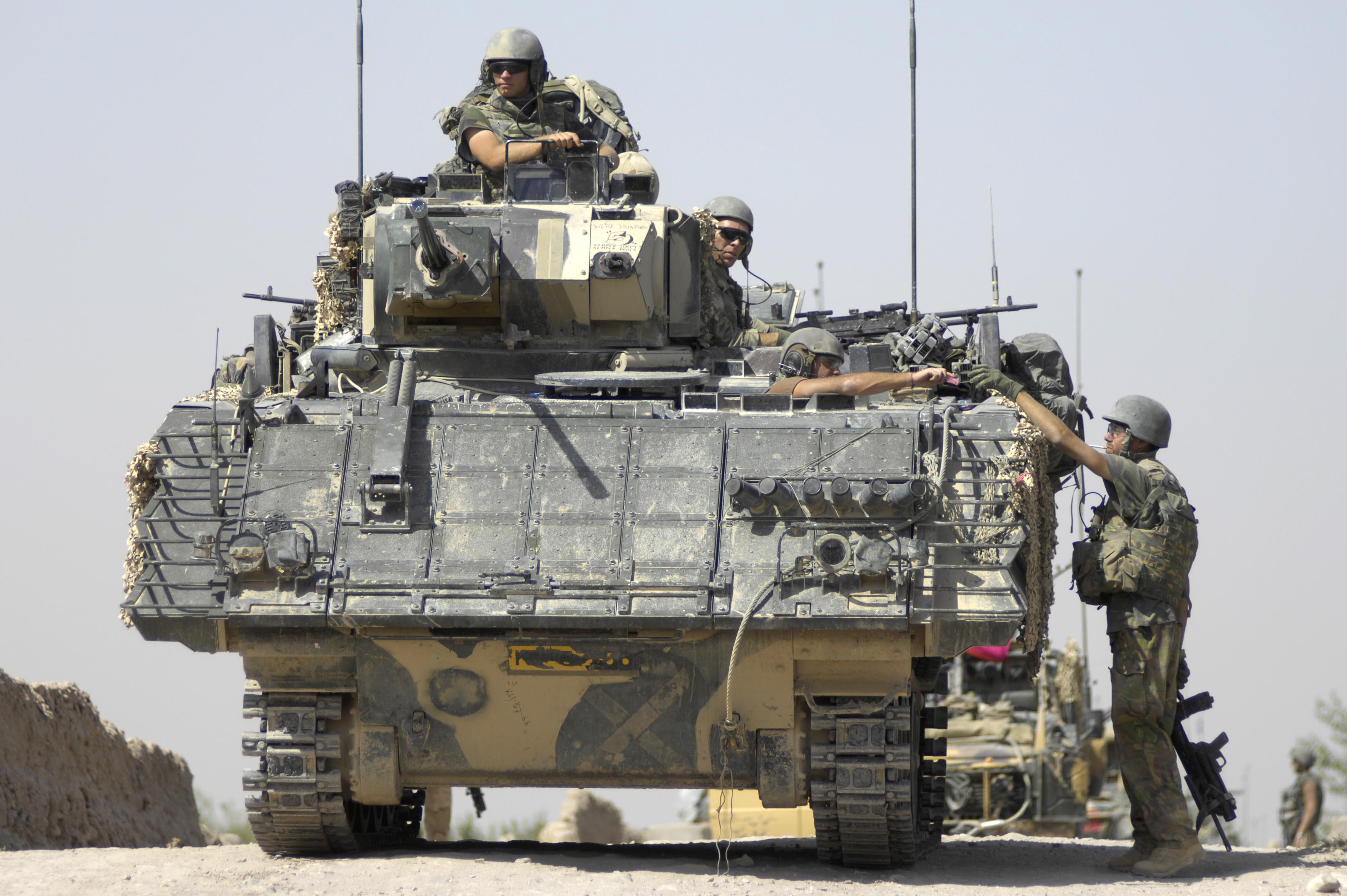
オランダ軍のYPR-765（アフガニスタン派遣車両）

YPR-765

AIFVのオランダ型。歩兵戦闘車。

### 韓国

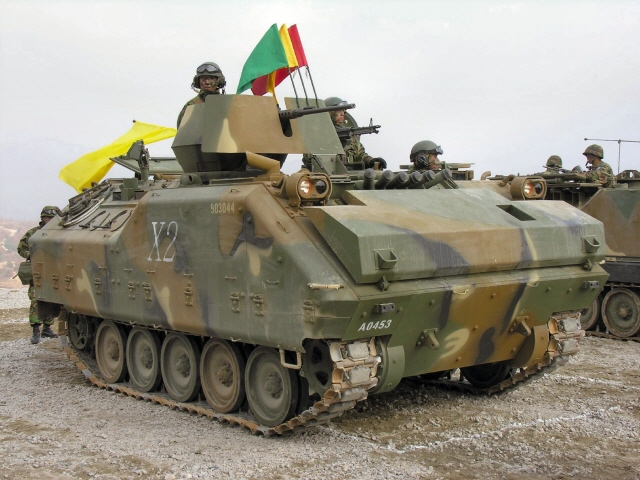
K200 KIFV

K200 KIFV（Korean Infantry Fighting Vehicle）

AIFVをベースに韓国が改良した歩兵戦闘車。
K200A1 KIFV
K200の改良型。
K263
K200の派生型。M163 VADSに相当する自走対空機関砲。
K277
K200の派生型。米軍のM577に相当する車両。車体上部にM2重機関銃を装備している。

## その他の派生型
M113からの多数の改造型が存在し、また、実戦に投入されない試験用途やプロトタイプの車両も多数存在する。また、低価格である事から民間の兵器メーカーが新型火器システムのテストあるいはデモンストレーション用車両として使用する事も多い。
ベトナム戦争中は、M54 5tトラックの荷台に走行装置を取り外したM113の車体が載せられ、即席のガントラックとなったことがある。ただし、通常のトラックに二重鋼板の装甲を施したタイプと異なり、RPGに対する防御では不満が出たとされる。
1970年代のレバノン内戦では、APCタイプのM113の車体上に、ZU-23-2、あるいはZPU-4などのソ連製対空機関砲を砲架ごと搭載した現地改修車両が使用された。また、リビアでは、M113の車体上にソ連製のD-30 122mm榴弾砲を搭載した車両を製作していたようである。2011年のリビア内戦では、M577の車体上にBMP-1装甲車の砲塔を乗せた車両が撮影されている。

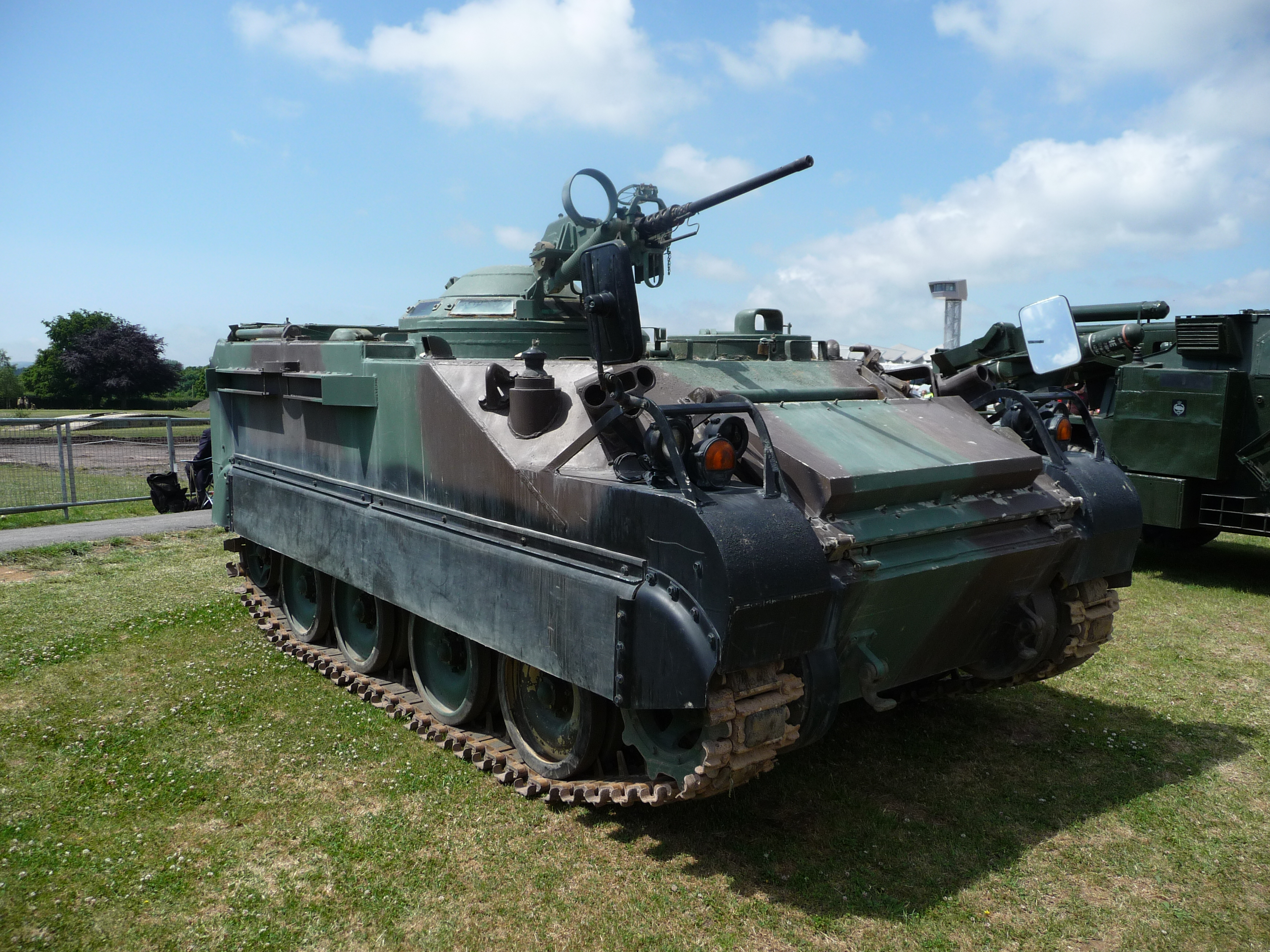
リンクス指揮偵察車

M113A1のコンポーネントを使用した偵察車両。M113½ C&Rの名称で開発された。M113より若干車高が低く、エンジン室が後部へ移され転輪が1つ減っている。
カナダとオランダに輸出された。現在は両国とも退役済み。

FSCV（Fire Support Combat Vehicle）
アメリカのFMCとドイツのクラウス＝マッファイとラインメタルが1977年に共同開発した、火力支援と兵員輸送と偵察を目的とした、M113のシャーシを流用した試作車両。開発が中止により量産はなされていない。NBC防御能力と浮航能力がある。
車体前面は14.5mm弾、車体側面は7.62mm弾に抗堪する装甲がある。
ラインメタル製の105mm榴弾砲を車体前部の中央やや左寄りに固定式に装備している。砲は車体上面が切り欠かれているのでかなりの仰角を取ることが可能。砲の方位角調整は車体ごとステアリングで行う。105mm砲弾を42発積載可能。車体左側面に2つ、右側面に1つ、車体後部の搭乗扉に1つの、計4つのガンポートがある。車体上面右側のキューポラに7.62mm機関銃MG3を装備可能。
車体前部左側に操縦士、その後ろに砲手、車体前部右側にディーゼルエンジン、その後ろに車長を配置する。車体後部に兵員4名が搭乗可能。車体上面に車長用ハッチ（キューポラ）と操縦士用ハッチがある。車体後部中央に兵員用の搭乗扉がある。
- 全長：6.04m（砲含む）
- 全幅：2.91m
- 全高：1.76m（車体）、1.92m（キューポラ含む）
- 武装：105mm榴弾砲×1、7.62mm機関銃MG3×1
- 満載時重量：14t
- 乗員：3名+兵員4名
- エンジン：デトロイトディーゼル 6V53T ディーゼル 300ps

シャドウライダー
M113をライセンス生産したトルコが、M113をベースに開発した無人戦闘車両（UGV）にして遠隔操縦車両。FNSS社によって開発され、2021年8月20日に公表された。13.5 tの戦闘重量で、4,500 kgの積載量を持ち、ディーゼルエンジンで、路上最高速度は50 km/h。25 mm機関砲を旋回砲塔に装備。

## 運用国

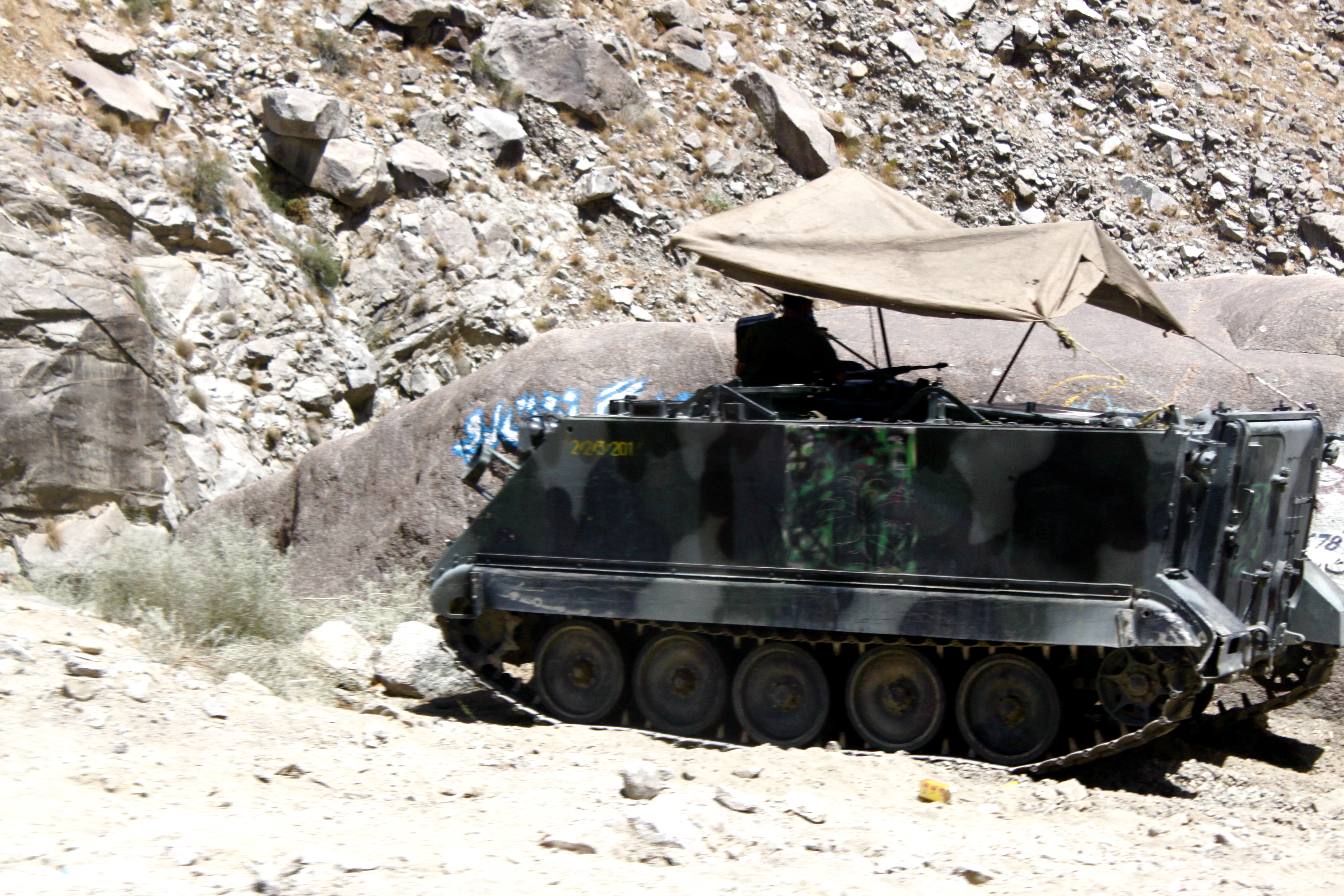
2009年の大統領選挙の警備に当たる、アフガニスタンのM113

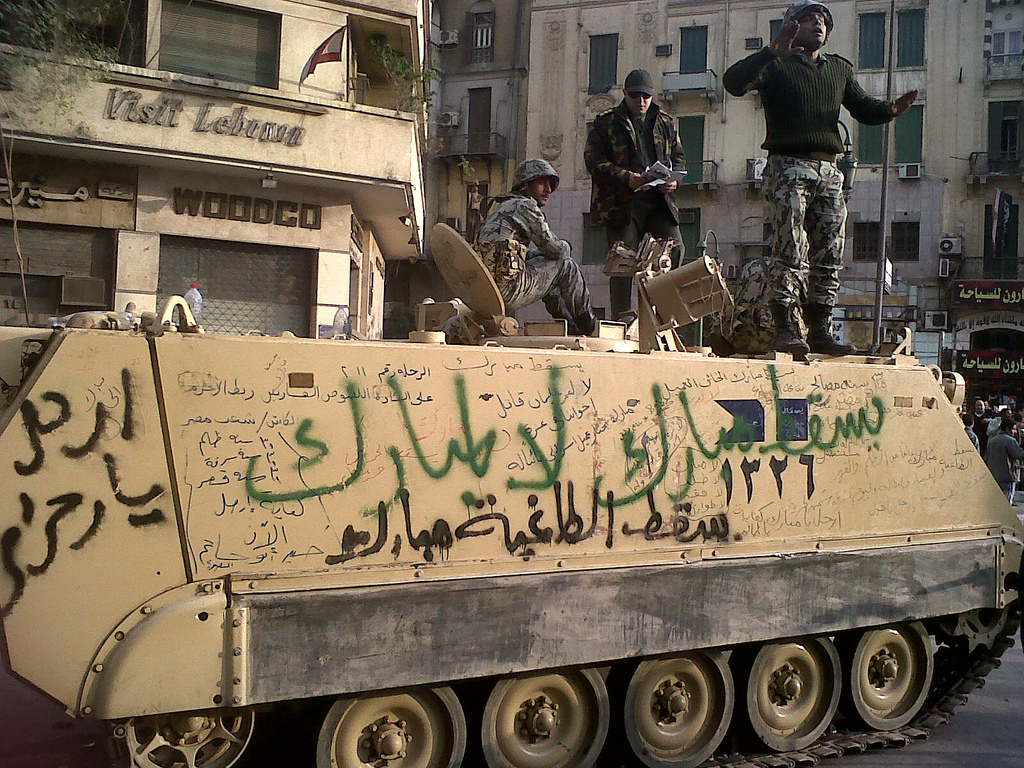
エジプト軍のM113。2011年のアラブの春運動時。車体にムバラク大統領（当時）を批判するスローガンが書かれている

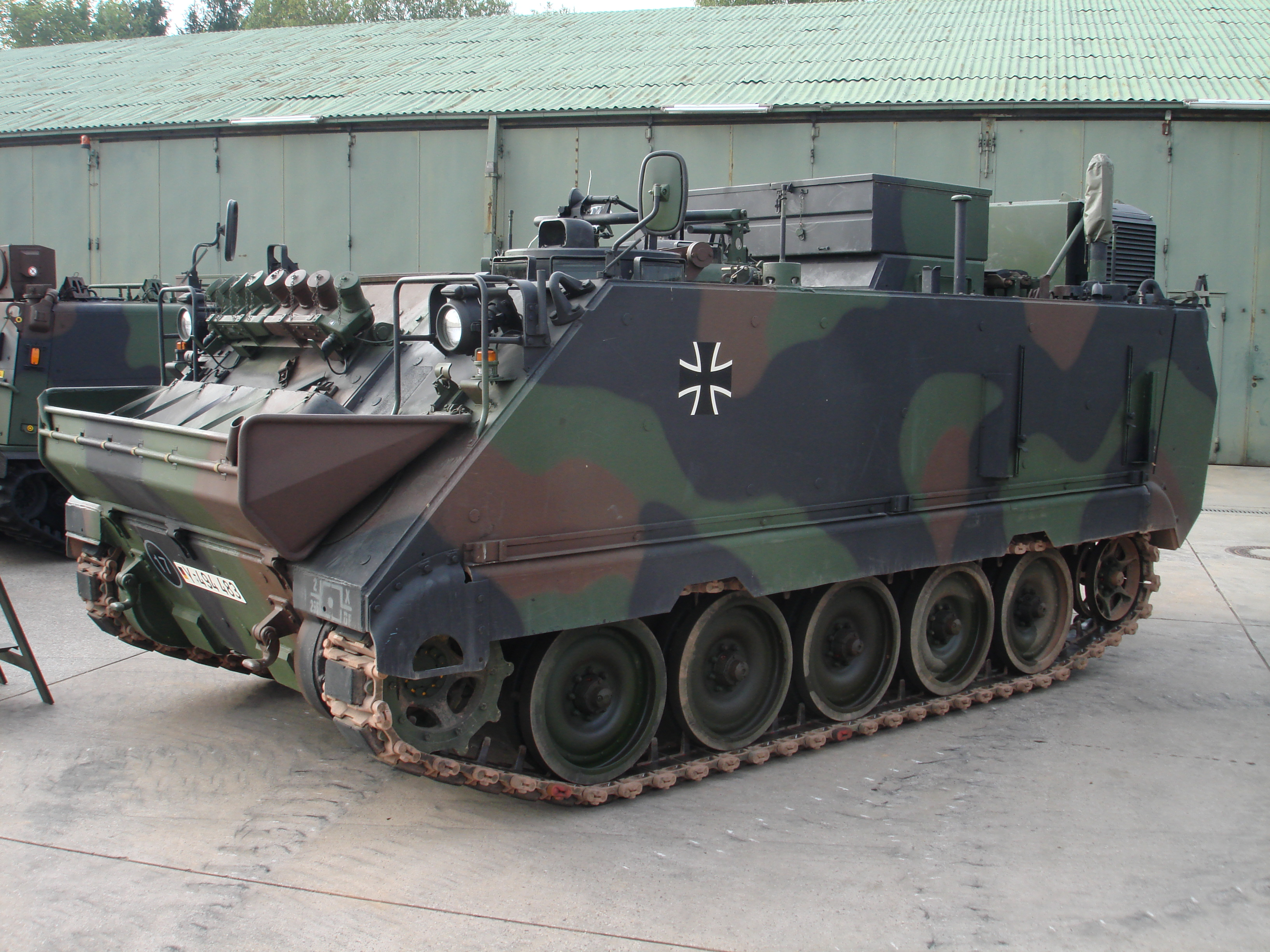
ドイツ連邦軍のM113 G3 EFT

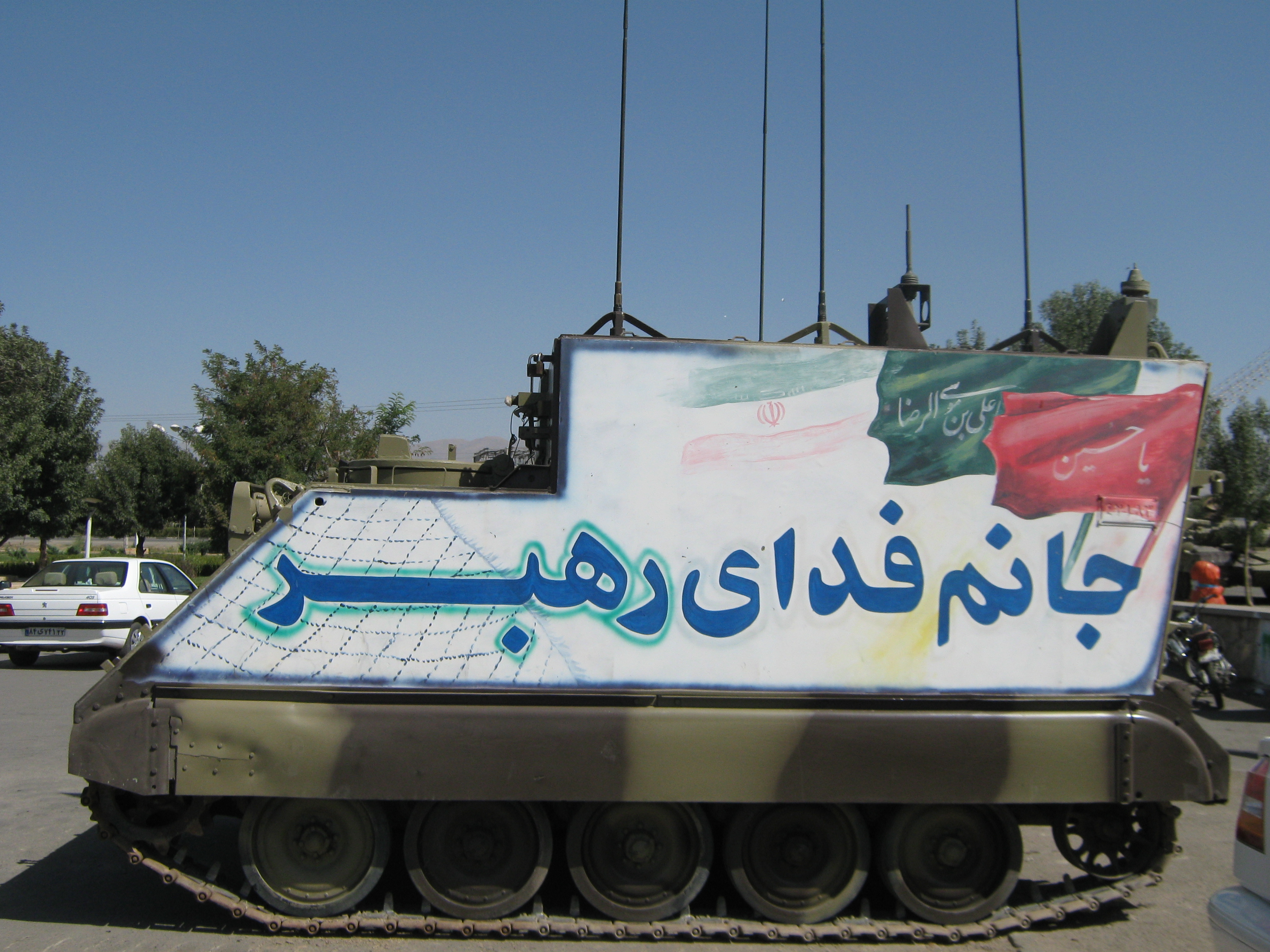
イラン軍のM577。イベントで特別塗装され展示されている

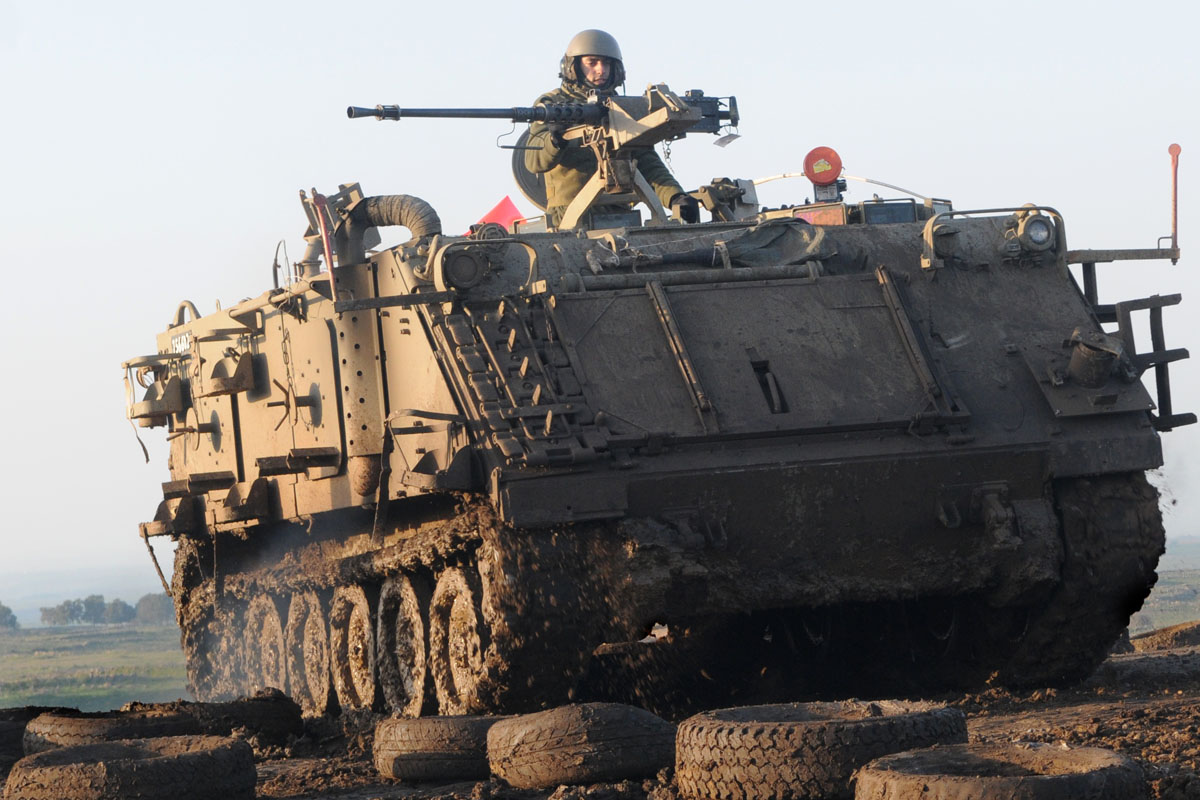
イスラエル軍のM113。砲兵部隊の支援車両

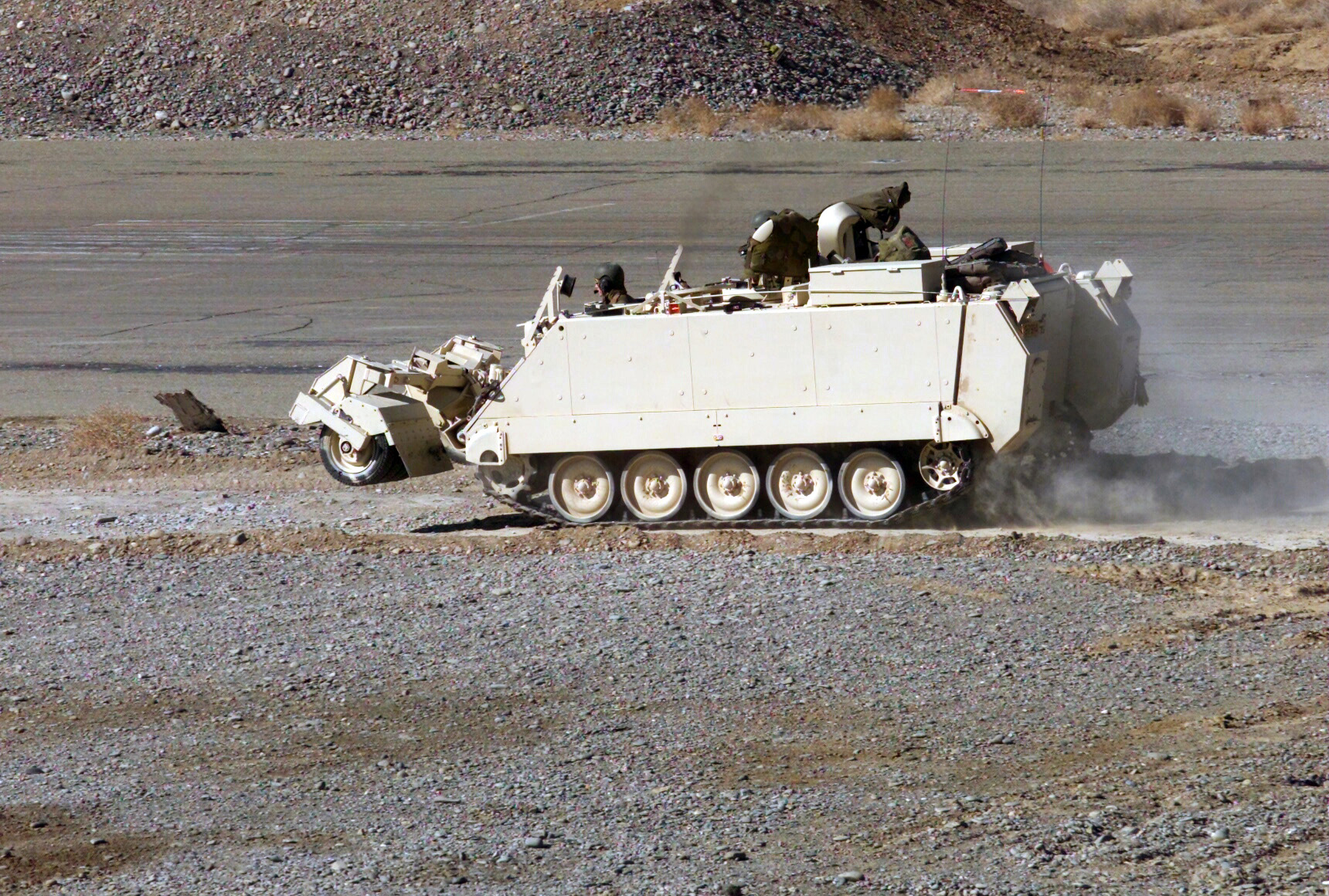
ノルウェー陸軍がアフガニスタン、カンダハルに展開したM113。地雷処理ローラーを装備

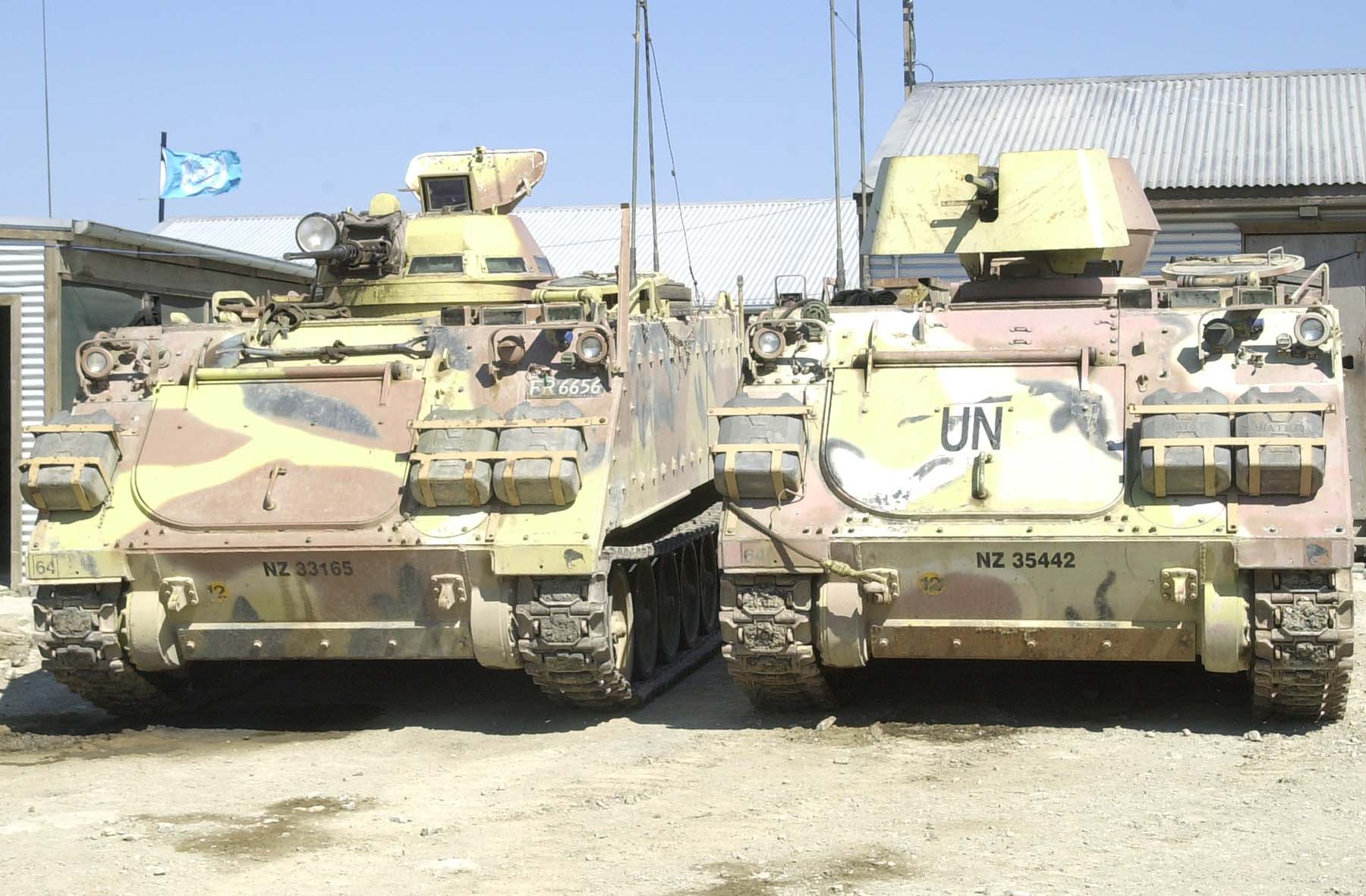
ニュージーランド軍が東ティモールに展開したM113

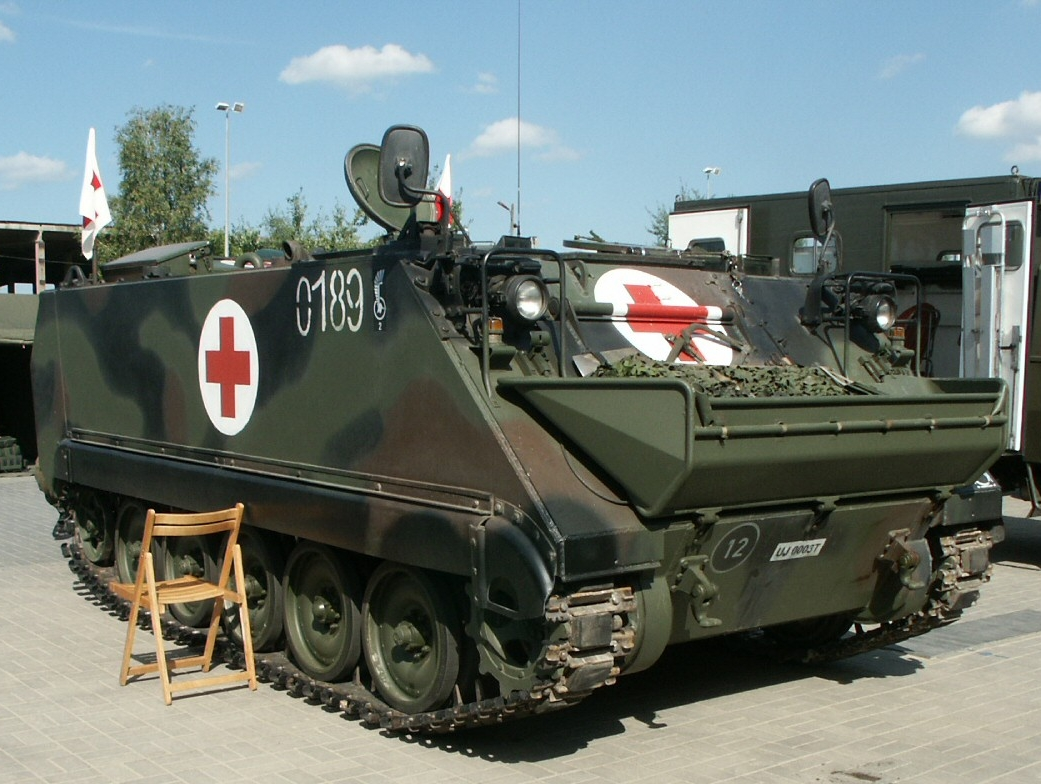
ポーランド軍のM113野戦救急車型

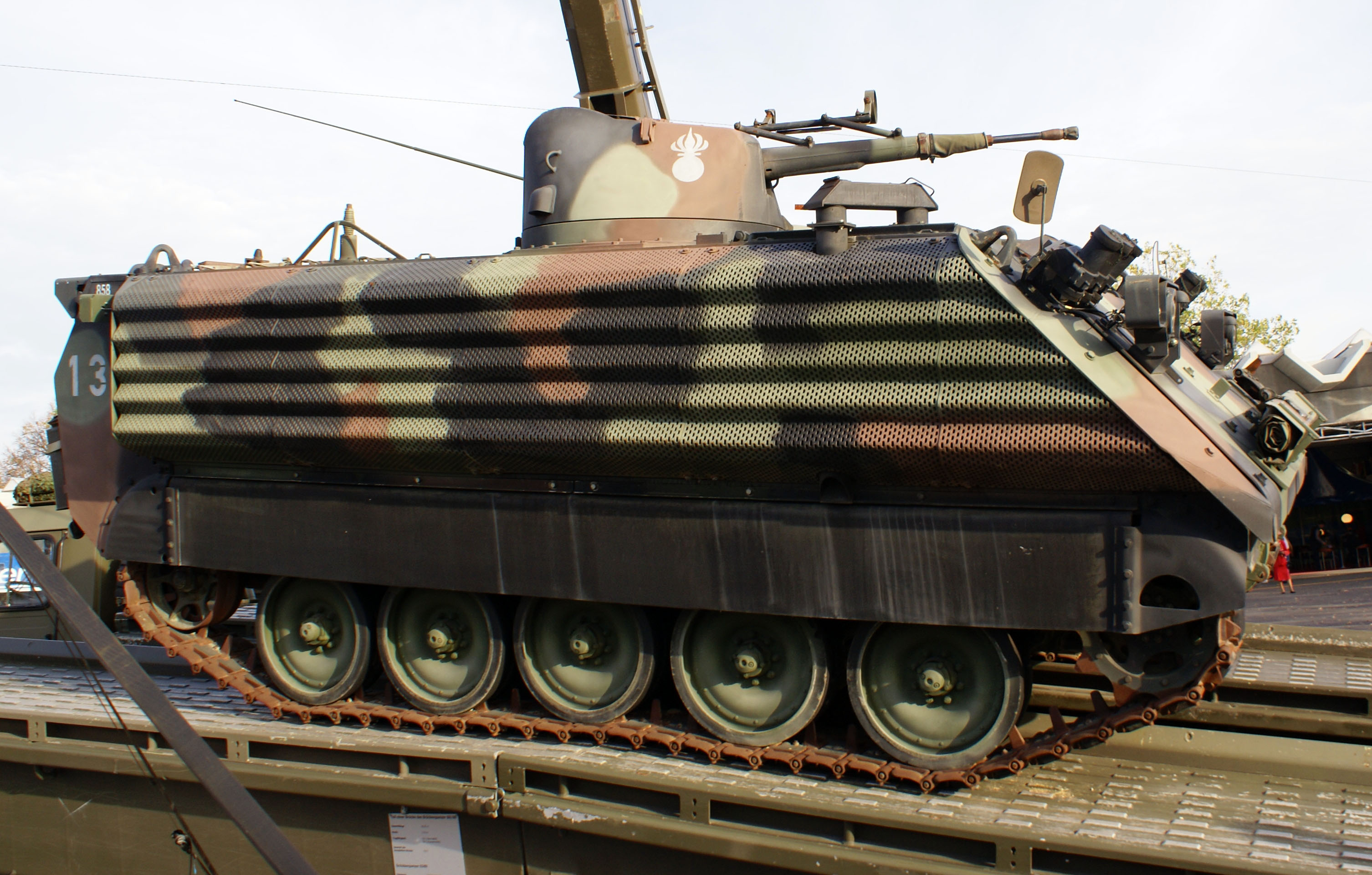
スイス軍のM113

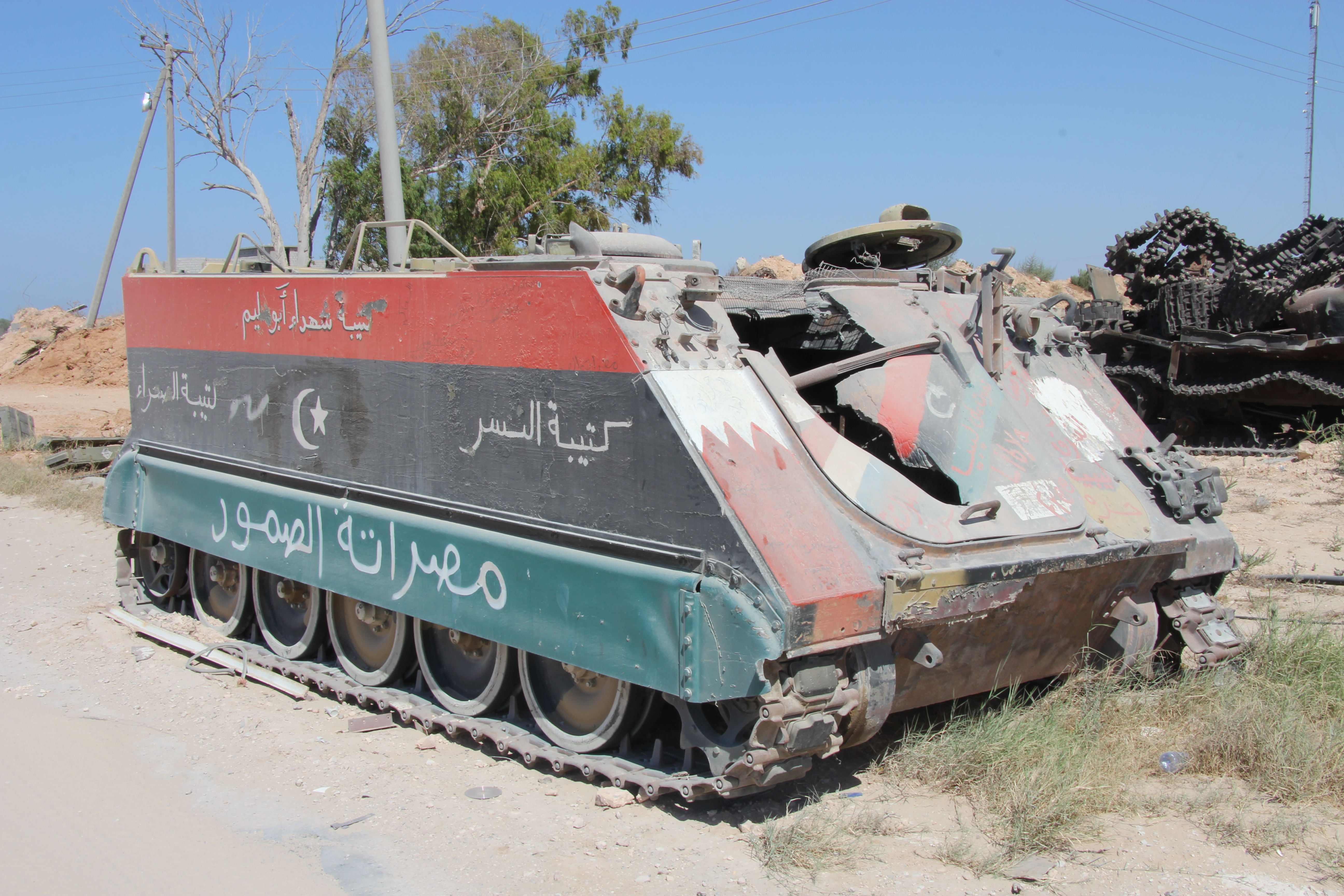
2011年のリビア内戦で破壊されたM113。リビア国旗色の塗装が施されている

アメリカ合衆国
軍で使用しているだけでなく、アメリカ航空宇宙局でも、ケネディ宇宙センターでスペースシャトルの打ち上げ場からの宇宙飛行士の緊急脱出用にM113を使用してきた。その後老朽化に伴い、2013年よりケイマンMRAPによって更新された。
更新に伴い状態の良い車両は州兵や海外に供与された他、警察にも払い下げられており、アリゾナ州ツーソン警察のSWATは、2台のM113を移動防御・救助・脱出のために所有している。

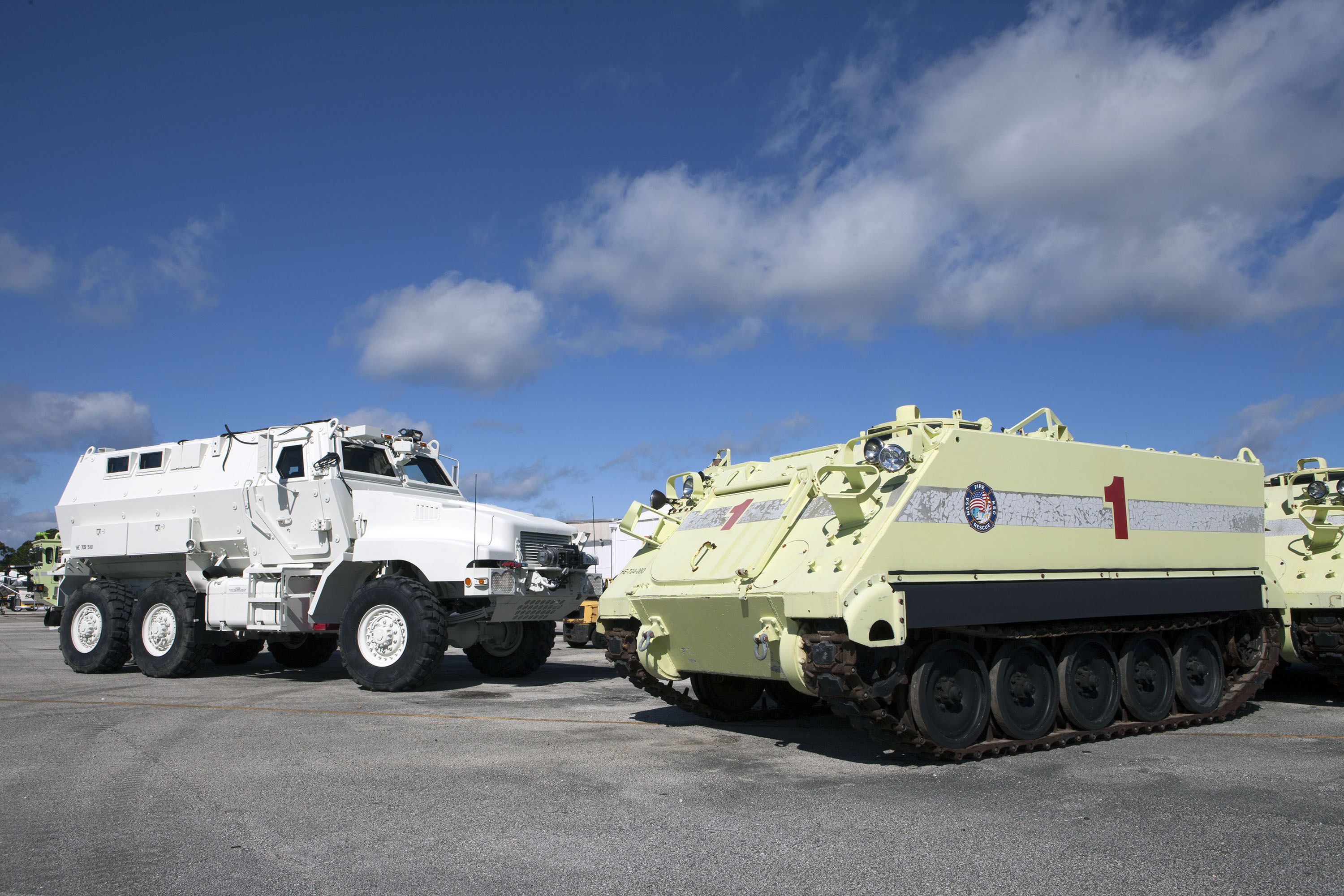
NASA所有のM113と新たに導入したMRAP（ケネディ宇宙センター）
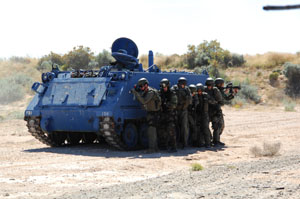
SWAT所有のM113
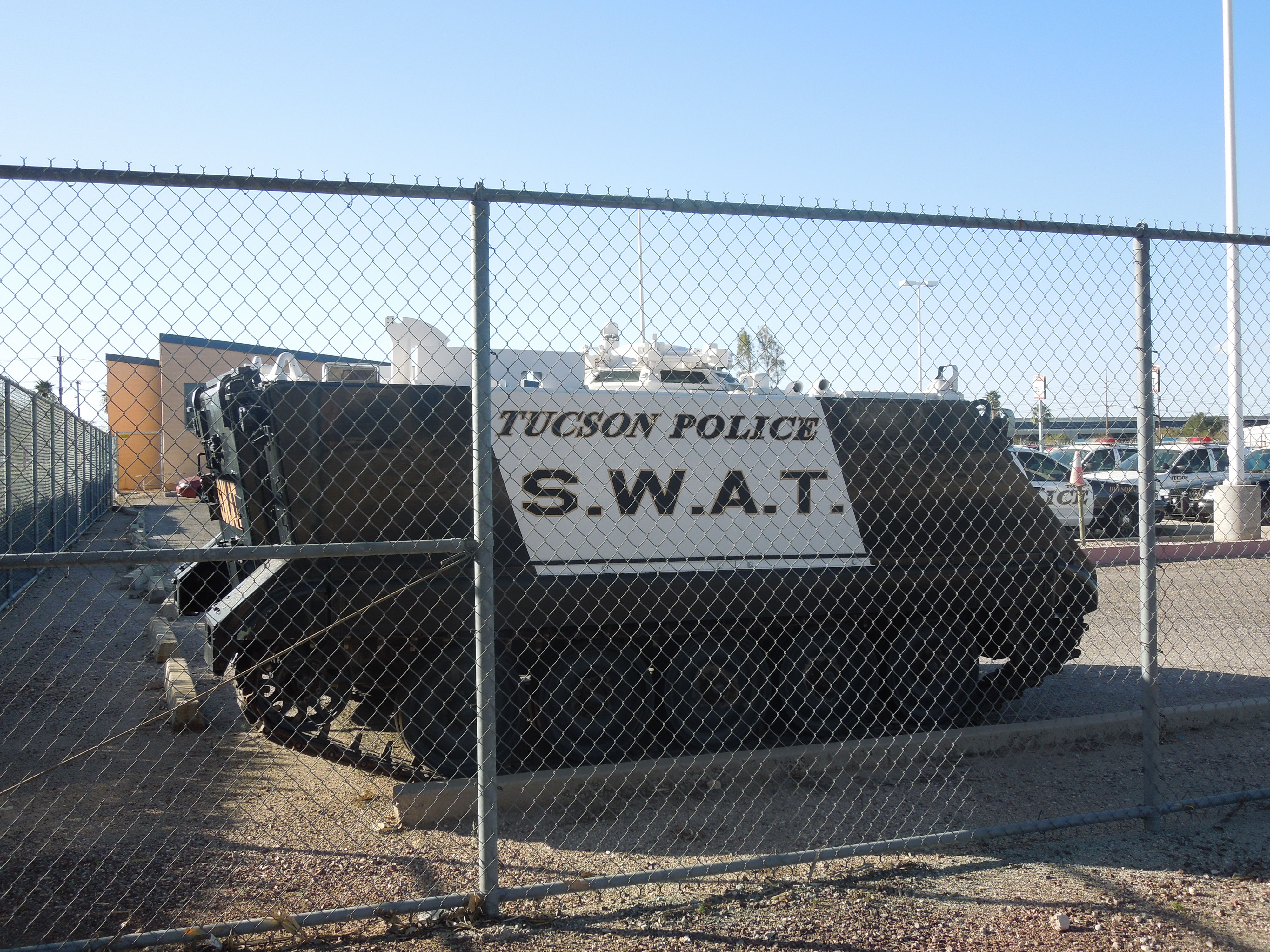
ツーソン警察所有のM113

 アフガニスタン
アフガニスタン・イスラム共和国陸軍が2004年の共和国成立後、アメリカより中古車を供与され運用中。

 アルゼンチン

 オーストラリア
オーストラリア陸軍
 ベルギー
かつてベルギー陸軍で装甲車として運用されていたが、ピラーニャに更新され現在は退役。
 ボスニア・ヘルツェゴビナ
ボスニア・ヘルツェゴビナ陸軍
 ボリビア
ボリビア陸軍 - 2024年時点で、50両以上のM113を保有。
 ブラジル

 バングラデシュ
バングラデシュ陸軍が国連平和維持活動用に10両程度保有。
 カンボジア
クメール共和国陸軍（Forces Armées Nationales Khmères）が配備。その後、クメール・ルージュが鹵獲して運用したほか、カンボジア内戦後に編成されたカンボジア軍も運用。
 カナダ

 コロンビア
コロンビア陸軍 - 2024年時点で、28両のM113A1、26両のM113A2を保有。
 キプロス
1974年のキプロス侵攻の際にトルコ軍が使用していたものをキプロス国家守備隊が1両鹵獲。1990年代初頭まで使用していた。
 デンマーク
一部のM113は後部兵員室に1500リットルの水槽を装備し、演習場の火災や延焼防止のための消防車両としても使用されている。
 エクアドル
2024年時点で、エクアドル陸軍が20両のM113装甲兵員輸送車を保有。
 エジプト

エジプト陸軍はM113シリーズを計2,650両、発展型のAIFVシリーズを1,200両程度運用した。
1990年代後半にこれらの後継車種としてEIFV (M113の延長車体にM2ブラッドレー歩兵戦闘車の砲塔を搭載した車両) を開発したが、量産配備はおそらくなされていない模様である。
2024年時点では、YPR-765の歩兵戦闘車型を390両、M113A2とYPR-765の装甲兵員輸送車型を合わせて2000両、M901戦車駆逐車を52両、YPR-765 PRAT戦車駆逐車を300両、M125A2自走迫撃砲を50両、M106A1/A2自走迫撃砲を100両、M1064A3自走迫撃砲を36両、不明な数のM113の装甲回収車型を保有している。

 ドイツ

ドイツ連邦軍では、M113A1を独自に改良したM113A1Gを2,700両以上配備。履帯を原型のT130E1から独ディール・システム製No.213に換装し、固定武装を7.62mm機関銃MG3に交換した。1996年以降はFFG社によってMTU製6V183TC22水冷ディーゼルエンジンやZF製LSG1000変速機への換装など、更なるアップデートが行われている。

 ギリシャ

 インドネシア
インドネシア海兵隊 - 2024年時点で、5両のM113アリゲーターを保有。
 イラン

パーレビ王朝時代に導入し、イラン陸軍が使用。

 イラク
イラク陸軍が、イラン・イラク戦争でイラン軍から鹵獲した車両や、湾岸危機でクウェート軍から鹵獲した車両を運用していた。その後、イラク戦争後に再編されたイラク陸軍に、改めて中古のM113が配備されている。
 イスラエル

イスラエル軍が運用。約6,000両と、アメリカに次ぐ大量使用国であり、航続距離延長や増加装甲追加など独自の改良を加えている。ただし、最近は低強度紛争（LIC）における脆弱性から、アチザリットなどのように旧式戦車を改造した重装甲車両への置き換えが進められている。余剰化した車両の一部は、友好関係にある南レバノン軍に供与された。

 イタリア
イタリア陸軍が運用。
 ルワンダ
ルワンダ陸軍が運用。
 ヨルダン
 韓国
韓国陸軍が運用。後にAIFVをK200装甲兵員輸送車として国産化した。
 クウェート
一部が湾岸戦争時にイラクに鹵獲された。
 レバノン
レバノンのM113。ZU-23-2搭載型レバノンのM113。ZPU-4搭載型
レバノン内戦中には、国軍に正規ルートで大量供与された他、マロン派キリスト教系の民兵組織であるレバノン軍団や、親イスラエルの南レバノン軍も装備していた。また、彼らと対立するアマルやヒズボラ、ドゥルーズ派の民兵組織やPLOなどのパレスチナ組織諸派も鹵獲した物を運用していた。内戦終結後、民兵組織が運用していたM113は、レバノン軍やシリア軍、あるいはUNIFILによって回収されたものの、ヒズボラは現在も鹵獲したM113を使用していると見られる。
レバノン政府軍へは、内戦終結後もアメリカからの供与が続き、現在は1,000両以上の台数を数える。また、ベルギーから中古のAIFVを入手し、独自の直線的な"デジタル・カモフラージュ"塗装を施して使用している。
レバノン内戦で使用されたM113は、車体上部にロシア製のZU-23-2ないしZPU-2/ZPU-4対空砲を装備した「対空仕様」ないし「簡易歩兵戦闘車仕様」の車両が存在する。また、南レバノン軍で運用されていたM113は、イスラエル軍から供与された車両も多く、トーガ・アーマーなどの追加装備がそのまま付属している車両も少なくない。
2024年時点で、レバノン陸軍は派生型を含む1274両のM113A1/A2を保有。

 リトアニア
リトアニア陸軍 - 2024年時点で、214両のM113A1装甲兵員輸送車、22両のM577装甲指揮車、4両のM113装甲回収車、32両のM113自走迫撃砲を保有。
 モロッコ
モロッコ陸軍 - 2024年時点で、400両のM113A1/A2、419両のM113A3装甲兵員輸送車、86両のM577装甲指揮車、80両のM901戦車駆逐車、36両のM106A2自走迫撃砲、91両のM1064A3自走迫撃砲、60両のM167自走対空砲を保有。
 北マケドニア
2024年時点で、北マケドニア共和国軍が27両のM113を保有。
 オランダ
オランダ軍、オランダ警察が運用。後にAIFVも運用。
 ノルウェー

ノルウェー陸軍が運用。

 ニュージーランド
兵員輸送車として陸軍に導入、2003年の攻撃部隊廃止に伴い退役。

 パキスタン

 ペルー

 フィリピン

 ポーランド
1989年の民主化後にポーランド陸軍がアメリカとドイツで使用されていたM577とM113G2を導入。一部は野戦救急車に改造されている。

 中国
中国陸軍が中越戦争で鹵獲した車体を若干運用。
 台湾
台湾陸軍が運用。後にAIFVを国産化した。
 ポルトガル

 サウジアラビア
サウジアラビア陸軍、サウジアラビア国境警備隊が運用。
 シンガポール
2023年時点で、シンガポール陸軍が50両以上のM113A2 Ultra歩兵戦闘車、700両以上のM113A1/A2装甲兵員輸送車、50両のM113 81mm自走迫撃砲を保有している。
 ソマリア
オガデン戦争後の1980年代、旧西側寄りになったバーレ政権時代に供与。ソマリア内戦勃発により散逸するも、整備や部品調達が容易な事から各武装勢力が使用している。
 スペイン

 スイス

2005年に180両のM113をイラクに売却。それらが新生イラク陸軍用か治安機関向けであるかは、議論が分かれている。

 タイ

 トルコ

 ウルグアイ
ウルグアイ陸軍  - 2024年時点で、24両のM113A1URを保有している。
 チリ
チリ陸軍が運用。
 ベトナム共和国
ベトナム共和国陸軍（南ベトナム政府軍）が運用。
 ベトナム
ベトナム戦争中に南ベトナムより鹵獲したものをベトナム人民軍が運用。
 リビア

1969年のリビア革命前に発注された物を旧カダフィ政権が受領（革命当初は禁輸などの制裁を受けていなかった）。2011年リビア内戦においては新政府軍、旧カダフィ軍双方で使用しており、一部は攻撃を受けて破壊された。一部の車体は改造を施され、D-30 122mm榴弾砲を搭載した簡易自走砲となっている。

 スーダン
　旧東側寄りから急速に旧西側寄りに転じた1980年代のヌメイリ政権時代に、M60パットン主力戦車、F-5E/F戦闘機などと共に米国より供与された。
 国際連合
コンゴ動乱に国連部隊が出動した際に6両を使用していた。
 ウクライナ
2022年ロシアのウクライナ侵攻を受けて米国より300両(内100両が医療機器を搭載しているタイプ)、イギリスよりM113A1BEを46両デンマークとドイツが共同でM113G3DKを54両、通常タイプをスペインより60両、ポルトガルより45両、、リトアニアが60両、オーストラリアが56両、イタリアが数十両(正式な数は不明)提供している。

## 後継車両
AMPVはアメリカ陸軍向けにBAEシステムズが開発した装軌式の装甲車であり、M113とその派生型を置き換える事を目的としている。5種類の型式があり、アメリカ陸軍はそれぞれの型式でM113A3を置き換えるため、2013年の時点で2,907両のAMPVを調達する計画であるとしている。AMPVは砲塔の無いM2A3ブラッドレーに基づいており、M113A3よりも大幅(約78%)に車内容積が増加している。

## 登場作品

### 映画
『FUTURE WAR 198X年』
M752自走ミサイルランチャーが、ワルシャワ条約機構の戦車師団に向けてMGM-52 ランスを発射する。
『アーミー・オブ・ザ・デッド』
アメリカ軍所属車両が登場。序盤でゾンビの大発生したラスベガス市内に展開しており、第1歩兵師団のSULLIVAN中佐が車上でブローニングM2重機関銃を乱射した後、ゾンビの群れに襲われながら発煙筒を突き上げ、F-22戦闘機の低空爆撃でゾンビの大群ごと吹き飛ばされた。しかしアメリカ軍が撤退してラスベガスが荒廃した後も本車が原型を留めた状態で放置されており、度々登場している。
『アイ・アム・レジェンド』
序盤にM113 MRVなどが登場。ウイルス感染によって廃墟化したニューヨークに数台が放置されており、車体に落書きをされている。
『デイ・アフター・トゥモロー』
アメリカ大使館の敷地内にM577が駐車されている。
『デンジャー・クロース 極限着弾』
オーストラリア陸軍所属車両が登場。ロングタンでベトナム軍と戦闘中のデルタ中隊を支援すべく、出撃可能な10両が前線基地から出撃し、M2機関銃と随伴兵の一斉射撃でベトナム軍を撃退する。
『ブラックホーク・ダウン』
終盤、モガディシュの市街地に取り残された第75レンジャー連隊やデルタフォース隊員らの救援に駆け付けたパキスタン軍の装甲兵員輸送車としてM2重機関銃を搭載した車両が登場。
『プラトーン』
終盤、空爆が行われた地域の生存者を救援するため駆けつける。乗員の私物と思しきナチス・ドイツの国防軍軍旗が掲げられている。
『ミスト』
終盤、アメリカ陸軍所属のM548が登場。

### 漫画・アニメ
『Cat Shit One』
アメリカ軍所属車が登場。ベトナム戦争にて、現地兵（ヤード）であるチコが強引に調達し（実質的に盗んだ）、窮地に陥った偵察チーム「キャットシットワン」の援護に向かう。
『第2次朝鮮戦争 ユギオII』
小林源文の漫画。派生型のK200装甲兵員輸送車とK263自走対空砲が韓国軍の装備として登場する。
『戦場でワルツを』
イスラエル軍所属車両が登場。

### 小説
『征途』
太平洋戦争後に日本が南北に分断国家となった世界にて、指揮車型のM577が陸上自衛隊所属車両として登場。劇中ではヴェトナム戦争に派遣された第1独立装甲連隊の指揮車となっている。
作中の日本は、史実と異なり重戦車と化した61式戦車の開発による予算不足と対米政策の絡みで、M113を制式化しているという設定。なお、武器有償供与協定のおかげでM113の価格が下がったため、陸上自衛隊はM113制式化から10年で普通科部隊の大半を完全装甲化することに成功している。

### ゲーム
『ARMA 2』
独立拡張パック"Operation Arrowhead"に登場し、プレイヤーやAIが操作可能。
『Operation Flashpoint: Cold War Crisis』
アメリカ軍陣営で使用可能な装甲兵員輸送車として頻繁に登場し、プレイヤーやAIが操縦可能。M163も登場する。
『Project Reality（BF2）』
アメリカ海兵隊ではM548 装軌貨物輸送車が、イスラエル国防軍ではM113 NagmashとM113 Nagmash Vayzatの2種が登場する。
『Wargame Red Dragon』
NATO陣営のアメリカ軍デッキで使用可能な指揮車両としてM577が、自走砲としてM125A1と迷彩を施したM106A2が、装甲兵員輸送車として迷彩を施したACAV・M113A1・M113A3が、対戦車車両としてM901とM901A1が、火炎放射車両としてM132が登場する。
『War Thunder』
プレイアブルな車両としてアメリカにM163自走対空砲が、イタリアにM113A1(TOW)とSIDAM 25が登場する。
『フィクショナル・トルーパーズ』
メカール共和国軍が装備。対空車両としても登場。
『コール オブ デューティシリーズ』
『CoD:BO』
アメリカ軍の車両として防盾付きのM2重機関銃を搭載したものが登場し、ベトコンへの攻撃に使用される。
『CoD:BO2』
パナマ侵攻を元にしたミッションで3両登場する。内2両は後部のハッチを開き、歩兵を展開した後にM2重機関銃による射撃を行う。また、内1両は拡声器によって投降を呼びかける。
『バトルフィールド ベトナム』
M2重機関銃を搭載したものがアメリカ陸軍と南ベトナム軍の装甲兵員輸送車として登場する。
『マーセナリーズ2 ワールド イン フレームス』
P.L.A.Vとソラーノ軍が使用する装甲兵員輸送車として登場する。P.L.A.Vが使用するものは「マルティネスAPC」の名称で、ソラーノ軍が使用するものは「アルマジロAPC」の名称で登場する。また、「アルマジロAPC」にジャミング装置を搭載した「アルマジロジャマー」の名称でM577が登場する。
『メタルサーガニューフロンティア』
「バトルワゴン」という名称でプレイヤーが搭乗する戦車として入手できる。